# Équipements de l'Armée de terre française
Vous pouvez aider à l'améliorer ou bien discuter des problèmes sur sa page de discussion.
- Il ne cite pas suffisamment ses sources. Vous pouvez indiquer les passages à sourcer avec {{référence nécessaire}} ou {{Référence souhaitée}}, et inclure les références utiles en les liant aux notes de bas de page. (Marqué depuis avril 2024)
- Sa rédaction n'est pas équilibrée, et donne à certains aspects ou points de vue une importance disproportionnée. Considérez son contenu avec précaution. Pour lancer la procédure de résolution du problème, utilisez le paramètre neutralité. (Marqué depuis avril 2024)
- Il se répète inutilement. (Marqué depuis avril 2024)

- Archive Wikiwix
- Bing
- Cairn
- DuckDuckGo
- E. Universalis
- Gallica
- Google
- G. Books
- G. News
- G. Scholar
- Persée
- Qwant
- (zh) Baidu
- (ru) Yandex
- (wd) trouver des œuvres sur Wikidata

- Il est peut-être trop long. Sa lecture et la navigation peuvent poser des problèmes, ainsi que son chargement. Vous pouvez raccourcir certains passages en les résumant ou en déplaçant leur contenu vers des articles dédiés. (Marqué depuis avril 2024)

Les équipements de l'armée de Terre française rassemblent différents types de véhicules, d'engins blindés, protégés ou non, de chars de combat, d'aéronefs, d'embarcations, de drones aériens et terrestres, de systèmes, de matériels aériens et aérospatiaux, d'outils, d'armes et de nombreux autres moyens et équipements.
Cette page fournit un recensement non exhaustif et très approximatif des équipements en dotation dans l'armée de Terre française en 2025 et les dernières évolutions de l'année glissante en cours ; y compris ceux en maintenance.
Les quelques rares véhicules, matériels, armes, munitions et équipements retirés du service opérationnel temporairement et/ou définitivement pour être utilisés pour la formation et l'entrainement des militaires de l'armée française ; prêtés à des pays amis et/ou alliés, revalorisés et/ou modernisés, stockés et/ou « mis sous cocon », ainsi que les nouveaux « outils » préalablement testés par la DGA et par la STAT pour validation avant livraisons à l'armée française, n'apparaissent pas dans cette page.
Le ministère des Armées ne rend plus public le décompte officiel des différents types de véhicules, d'engins blindés, protégés ou non, de chars de combat, aéronefs, drones, navires, embarcations, sous-marins, systèmes (nucléaires, balistiques, aériens, aérospatiaux, satellitaires, informationnels et autres), équipements, armes et moyens en dotation dans l'armée française depuis 2021 au regard des tensions géopolitiques internationales notamment en Afrique, en Eurasie et en Extrême-Orient et ce, pour des raisons de sécurité nationale.

## Uniformes, tenues et équipements individuels
| Nom                                                                      | Origine            | Type | Photo                     | Remarques |
| ------------------------------------------------------------------------ | ------------------ | --- | ------------------------- | --- |
| FÉLIN Fantassin à Équipements et Liaisons INtégrés                       | France             | Programme FELIN | Système FELIN             | Fabriqué par Safran Livrés dès 2009 ; modernisés en 2016 Architecture combinant deux réseaux, l'un transmettant les flux de données et l'autre pour l'alimentation en énergie Ensemble d'équipements organisés en sous-systèmes - armements - équipements textiles de camouflages et de protections - équipements de tête - équipements électroniques individuels - lunettes de tir et jumelles d'observation - systèmes d'information tactique - kit d'intégration dans les véhicules |
| Camouflage Centre-Europe                                                 | France             | Tenue de camouflage multi-environnement |                           | Tenue de camouflage utilisée en zones tempérées et tropicales |
| Camouflage Daguet                                                        | France             | Tenue de camouflage multi-environnement |                           | Tenue de camouflage utilisée en zones arides et désertiques |
| Camouflage Toundra                                                       | France             | Tenue Camouflage Neige |                           | Fabriqué par Terräng - MP-Sec Tenues de camouflage utilisées par les troupes de montagne, comme la 27e brigade d'infanterie de montagne |
| Camouflage Neige                                                         | France             | Tenue Camouflage Neige |                           | Tenue de camouflage utilisée notamment parl les chasseurs alpins |
| Treillis F3 BME Bariolage Multi-Environnement                            | France             | Tenue de camouflage multi-environnement modèle F3 |                           | Fabriqué par plusieurs entreprises françaises et européennes 400 000 treillis F3 BME commandés 6000 livrés fin 2024 |
| Camouflage Forces spéciales                                              | France             | Tenue de camouflage multi-environnement |                           | Pour le CAST : Commandement des Actions Spéciales Terre (employés par les services interarmées du COS : Commandement des Opérations Spéciales et/ou de la DRM : Direction du Renseignement Militaire) |
| Ghillie suit                                                             | France             | Ghillie suit | Camouflage tireur d'élite | Dissimule l'utilisateur en brouillant sa silhouette et en reproduisant les couleurs et les textures du terrain environnant Utilisé par les tireurs d'élite - Pour le CAST : Commandement des Actions Spéciales Terre (employés par les services interarmées du COS : Commandement des Opérations Spéciales et/ou de la DRM : Direction du Renseignement Militaire) |
| Chaussure de combat                                                      | France             | Chaussure de marche |                           | Fabriqué par Le Chameau - Livrées dès 2022 à toute l'Armée française - Etanches sur terrains humides, boueux ou enneigés - Adaptées à l’aéro-cordage, au saut en parachute et aux marches exceptionnelles |
| SMB Structure Modulaire Balistique                                       | France Norvège     | Gilet pare-balles | Droite et gauche          | Fabriqué par NFM Group et Plastimor |
| SMBE 2 Structure Modulaire Balistique Électronique no 2                  | France Norvège     | Gilet pare-balles |                           | Fabriqué par Plastimor Livrés dès 2022 (sac d'hydratation, porte-chargeur pour HK-416, poche de secours, modification du protège nuque et des poches grenades, grille de protection avant arrière, mousquetons, batteries, connexions électroniques, etc.) |
| Casque FÉLIN                                                             | France             | Casque de combat |                           | Fabriqué par le Service du Commissariat des Armées (SCA), via le Centre interarmées du soutien équipements commissariat (CIEC) |
| Casque balistique F3+                                                    | France             | Casque de combat |                           | Fabriqué par le Service du Commissariat des Armées SCA, via le Centre interarmées du soutien équipements commissariat CIEC Commandés et livrés dès 2020 |
| Casque Ops-Core                                                          | États-Unis         | Casque de combat |                           | Fabriqué par Ops-Core Pour - le CAST : Commandement des Actions Spéciales Terre (employés par les services interarmées du COS : Commandement des Opérations Spéciales et/ou de la DRM : Direction du Renseignement Militaire) |
| ANP VP F1 Appareil Normal de Protection à Visière Panoramique modèle F1  | France             | Masque à gaz protégeant le visage et les voies respiratoires des liquides et gaz toxiques |                           | Fabriqué par le Service du Commissariat des Armées SCA, via le Centre interarmées du soutien équipements commissariat CIEC - compatibles avec toutes les tenues de protection NBC Nucléaire, Bactériologique ou Chimique - Equipés d'un microphone - cartouches filtrantes arrêtant tous les toxiques, vapeurs, poussières et aérosols |
| JIM Compact binoculars                                                   | France Suisse      | Dispositif optronique multifonctionnel |                           | Fabriqué par Safran et Vectronix - Jumelles infrarouges multifonctions à longue portée - Équipent les unités conventionnelles de l'Armée de terre française - Fournissent une vision jour et nuit jusqu'à 10 km pour la détection des menaces, l'identification des cibles et la collecte de renseignements sur tous les terrains et dans toutes les conditions météorologiques |
| Bonie HP                                                                 | France             | Jumelles de vision nocturne |                           | Fabriqué par Thales Livrés dès 2015 - Pour le CAST : Commandement des Actions Spéciales Terre (employés par les services interarmées du COS : Commandement des Opérations Spéciales et/ou de la DRM : Direction du Renseignement Militaire) |
| JVN O-NYX                                                                | France             | Appareil de vision nocturne |                           | Fabriqué par Thales - Livrés dès 2020 - 19 000 à livrer pour 2025 à l'Armée de terre française Destinés aux combattants débarqués |
| JVN BI-NYX                                                               | France             | Jumelles de vision nocturne de nouvelle génération |                           | Fabriqué par Thales - Livrées dès 2023 - 10000 à livrer à l'Armée de terre française Binoculaires ( évolution des Bonie HP ) qui équiperont les conducteurs d’engins en apportant une vision stéréoscopique et facilitant la conduite de nuit - champ de vision de 47° sans déformation - autonomie de 24 heures - poids inférieur à 460 grammes batteries comprises |
| Viseur holographique                                                     | Corée du Sud       | Viseur point rouge |                           | Fabriqué par Dong In Optical 3 modèles - DCL110 - DCL110AD-3X - DCL120 Peut être utilisés avec tout modèle d'arme de calibre 7.62 OTAN ou 12,7 OTAN Pour - le CAST : Commandement des Actions Spéciales Terre (employés par les services interarmées du COS : Commandement des Opérations Spéciales et/ou de la DRM : Direction du Renseignement Militaire |
| EPC Ensemble de Parachutage du Combattant                                | Royaume-Uni France | Parachute militaire pour sauts automatiques par largage aérien d'aéronefs de transport tactique comme l'Airbus A400M |                           | Fabriqué par IrvinGQ 15 000 livrés dès 2010 - Système modulaire de parachutage individuel équipés avec charge, des Troupes AéroPortées TAP - Pour les 13eRDP, 1er RCP, CPA 10, 1er RPIMa, 3e RPIMa, 1er RHP, 8e RPIMa, 2e REP et autres unités parachutistes françaises - Pour le CAST : Commandement des Actions Spéciales Terre (employés par les services interarmées du COS : Commandement des Opérations Spéciales et/ou de la DRM : Direction du Renseignement Militaire) |
| SMTCOPS Système de Mise à Terre des Chuteurs OPérationnelS               | France             | Parachute militaire pour les sauts à très grande hauteur à ouverture commandée et sous oxygène par largage aérien d'aéronefs de transport tactique comme l'Airbus A400M Permet de sauter à partir d’une altitude supérieure à 9’000 mètres et de parcourir, sous voile, environ 50 km, avec une charge de 200 kg , chuteur et équipement compris |                           | Fabriqués par Safran 755 livrés dès 2024 - Pour les Forces spéciales et les Groupes Commandos Parachutistes GCP tel le 1er régiment de hussards parachutistes, et les chuteurs opérationnels des forces de l'Armée française et de la gendarmerie nationale - Pour le CAST : Commandement des Actions Spéciales Terre (employés par les services interarmées du COS : Commandement des Opérations Spéciales et/ou de la DRM : Direction du Renseignement Militaire) |
| FROGS Recycleur de plongée a l'oxygène pur, réservé a un usage militaire | France             | recycleurs en circuit fermé pour les nageurs de combat |                           | Fabriqué par Aqua Lung Pour équiper les 200 Plongeurs de l'Armée de Terre PAT dont 130 Plongeurs de Combat du Génie PCG Capacités des PCG (1 groupe de PCG dans chacun des 8 régiments du génie français) - interventions dans les réseaux suburbains ou les espaces confinés non reconnus - infiltration en totale discrétion, par voie nautique et par les réseaux suburbains - intervention sur une berge tenue par l'ennemi en totale discrétion - travail ou infiltration en milieu hostile : surface non libre, puits, sous glace - recherche et relevage de matériel coulé - travaux subaquatiques : découpage bois, métal, béton ; assemblage (par pistolet à clous, par exemple) - mise en œuvre des explosifs Équipent aussi les PAT qui ne sont pas du génie comme : 1er RPIMa, 13e RDP, 2e RH, 2e REP - Pour le CAST : Commandement des Actions Spéciales Terre (employés par les services interarmées du COS : Commandement des Opérations Spéciales et/ou de la DRM : Direction du Renseignement Militaire |

## Armement

### Armes légères
| Nom                                                             | Origine             | Type | Photo      | Remarques |
| Baïonnette                                                      | Baïonnette          | Baïonnette | Baïonnette | Baïonnette |
| --------------------------------------------------------------- | ------------------- | --- | ---------- | --- |
| Eickhorn SG 2000 WC-F                                           | Allemagne           | Baïonnette |            | Fabriquée par Dietmar Pohl Arme blanche militaire adaptée aux fusils d'assaut réglementaires de l'ensemble de l'armée française et de la gendarmerie nationale |
| Pistolets                                                       |                     | |            | |
| PSA Pistolet Semi-Automatique                                   | Autriche            | Pistolet 9 × 19 mm Parabellum                                                                                  |            | Fabriqué par Glock Glock 17 de 5e génération, arme de poing de service 74 596 PSA livrés entre 2019 et 2022 à toute l'armée française et 2 495 aides à la visée (lampes tactiques blanches avec pointeur laser IR) |
| H&K USP                                                         | Allemagne           | Pistolet 9 × 19 mm Parabellum                                                                                  |            | Fabriqué par Heckler & Koch - Pour le CAST : Commandement des Actions Spéciales Terre (employés par les services interarmées du COS : Commandement des Opérations Spéciales ; et/ou de la DRM : Direction du Renseignement Militaire) - et pour différentes unités de l'armée française, de la gendarmerie nationale, de la police nationale, le GIGN, le RAID, etc |
| Pistolets - mitrailleurs                                        |                     | |            | |
| HK MP5F                                                         | Allemagne           | Pistolet-mitrailleur répondant au principe d’Advanced Personal Defense Weapon APDW Munition de 9 mm Parabellum |            | Fabriqué par Heckler & Koch Modèle HK MP5 modifié en HK MP5F : version destinée à l'armée française Crosse rétractable modifiée, garde-main de MP5A5 et quelques améliorations internes - Pour le CAST : Commandement des Actions Spéciales Terre (employés par les services interarmées du COS : Commandement des Opérations Spéciales ; et/ou de la DRM : Direction du Renseignement Militaire) |
| HK MP7                                                          | Allemagne           | Pistolet-mitrailleur répondant au principe d’Advanced Personal Defense Weapon APDW Calibre 4,6 × 30 mm HK      |            | Fabriqué par Heckler & Koch - Pour le CAST : Commandement des Actions Spéciales Terre (employés par les services interarmées du COS : Commandement des Opérations Spéciales ; et/ou de la DRM : Direction du Renseignement Militaire) - et pour différentes unités de l'armée française, de la gendarmerie nationale, de la police nationale, le GIGN, le RAID, etc |
| FN P90                                                          | Belgique            | Pistolet mitrailleur bullpup Calibre grande vélocité: FN 5.7 x 28mm OTAN                                       |            | Fabriqué par FN Herstal Pour - le CAST : Commandement des Actions Spéciales Terre (employés par les services interarmées du COS : Commandement des Opérations Spéciales ; et/ou de la DRM : Direction du Renseignement Militaire) - différentes unités de l'armée française, de la gendarmerie nationale, de la police nationale, le GIGN, le RAID, etc |
| Fusils d'assaut                                                 |                     | |            | |
| FAMAS Fusil d'Assaut de la Manufacture d'Armes de Saint-Étienne | France              | Fusil d'assaut bullpup Calibre 5,56 × 45mm OTAN                                                                |            | Maintenance par Nexter - Une dizaine de versions en dotation - Nombreux exemplaires livrés à toute l'armée française et à la gendarmerie nationale |
| HK416                                                           | Allemagne           | Fusil d'assaut Calibre 5,56 × 45mm OTAN                                                                        |            | Fabriqué par Heckler & Koch Livrés dès 2017 - 117 000 fusils d'assaut à livrer pour 2028 à toute l'armée française - 94 000 à livrer pour 2025 - équipés d'un chargeur STANAG 30 coups |
| SIG-551 LB                                                      | Suisse              | Fusil d'assaut Calibre 5,56 × 45mm OTAN                                                                        |            | Fabriqué par Swiss Arms - Pour le CAST : Commandement des Actions Spéciales Terre (employés par les services interarmées du COS : Commandement des Opérations Spéciales ; et/ou de la DRM : Direction du Renseignement Militaire) - et pour différentes unités de l'armée française, de la gendarmerie nationale, de la police nationale, le GIGN, le RAID, etc |
| SIG MCX Spear LT                                                | États-Unis          | Fusil d'assaut Calibres interchangeables 5,56 × 45mm OTAN /.300 Blackout/ 7.62x39                              |            | Fabriqué par SIG Sauer MCX Spear LT est une évolution du MCX Virtus Commandés en 2024 - Pour le CAST : Commandement des Actions Spéciales Terre (employés par les services interarmées du COS : Commandement des Opérations Spéciales ; et/ou de la DRM : Direction du Renseignement Militaire) |
| FN SCAR H PR [Precision Rifle]                                  | Belgique            | Fusil d'assaut Calibres interchangeables 5,56 × 45mm OTAN /7.62 × 51mm OTAN                                    |            | Fabriqué par FN Herstal - lance-grenade de 40 mm FN 40GL-L Pour - le CAST : Commandement des Actions Spéciales Terre (employés par les services interarmées du COS : Commandement des Opérations Spéciales ; et/ou de la DRM : Direction du Renseignement Militaire) - et différentes unités de l'armée française, de la gendarmerie nationale, de la police nationale, le GIGN, le RAID, etc |
| Colt M4                                                         | États-Unis          | Carabine Calibre 5,56 × 45mm OTAN                                                                              |            | Fusil d'assaut de l'armée américaine de calibre 5,56 mm OTAN avec lance-grenades M203 - Pour le CAST : Commandement des Actions Spéciales Terre (employés par les services interarmées du COS : Commandement des Opérations Spéciales ; et/ou de la DRM : Direction du Renseignement Militaire) |
| AK-47                                                           | Pologne             | Fusil d'assaut Calibre 7,62 × 39 mm                                                                            |            | Fabriqué par WBP Rogow - Pour le CAST : Commandement des Actions Spéciales Terre (employés par les services interarmées du COS : Commandement des Opérations Spéciales ; et/ou de la DRM : Direction du Renseignement Militaire) |
| Mitrailleuses                                                   |                     | |            | |
| FN Minimi                                                       | Belgique            | Mitrailleuse légère Calibre 5,56 × 45mm OTAN                                                                   |            | Fabriqué par FN Herstal |
| FN Evolys                                                       | Belgique            | Mitrailleuse "ultra-légère" Calibres interchangeables 5,56 × 45mm OTAN /7.62 × 51mm OTAN                       |            | Fabriqué par FN Herstal - Livrées dès 2023 Sélecteur de tir ambidextre, mode de tir semi-automatique et un mode de tir automatique ainsi que d’un amortisseur hydraulique pour réduire l’effort de recul Remplacent les FN Minimi Pour - le CAST : Commandement des Actions Spéciales Terre (employés par les services interarmées du COS : Commandement des Opérations Spéciales ; et/ou de la DRM : Direction du Renseignement Militaire) - et différentes unités de l'armée française, de la gendarmerie nationale, de la police nationale, le GIGN, le RAID, etc |
| FN MAG 58                                                       | Belgique            | Mitrailleuse Calibre 7.62 × 51mm OTAN                                                                          |            | Fabriqué par FN Herstal |
| M134 Minigun                                                    | États-Unis          | Mitrailleuse Calibre 7.62 × 51mm OTAN                                                                          |            | Fabriquées par General Electric Pour - le CAST : Commandement des Actions Spéciales Terre (employés par les services interarmées du COS : Commandement des Opérations Spéciales ; et/ou de la DRM : Direction du Renseignement Militaire) - l'ALAT Aviation Légère de l'armée de Terre |
| Browning M2                                                     | États-Unis Belgique | Mitrailleuse lourde Calibre 12,7 × 99 mm OTAN (.50 BMG)                                                        |            | Fabriqué par FN Herstal |
| Nexter SH-20                                                    | France              | Canon mitrailleur Calibre 20 × 102 mm                                                                          |            | Fabriqué par Nexter, évolution du M621 - Pour le CAST : Commandement des Actions Spéciales Terre (employés par les services interarmées du COS : Commandement des Opérations Spéciales ; et/ou de la DRM : Direction du Renseignement Militaire) |
| Fusils de précision                                             |                     | |            | |
| Sako TRG                                                        | Finlande            | Fusil de précision Semi-automatique Calibre 7.62 × 51mm OTAN                                                   |            | Fabriqué par SAKO - Pour le CAST : Commandement des Actions Spéciales Terre (employés par les services interarmées du COS : Commandement des Opérations Spéciales ; et/ou de la DRM : Direction du Renseignement Militaire) |
| FN SCAR-H PR                                                    | Belgique            | Fusil de précision Semi-automatique Calibre 7.62 × 51mm OTAN                                                   |            | Fabriqué par FN Herstal - 2 620 fusils - 1 800 lunettes de visée à intensification de lumière - 1 000 dispositifs d’imagerie thermique |
| HK 417                                                          | Allemagne           | Fusil de précision Semi-automatique Calibre 7.62 × 51mm OTAN                                                   |            | Fabriqué par Heckler & Koch Livrés dès 2018 Le HK 417 à canon de 20" est utilisé comme fusil de précision avec - lunette Scrome J8 ou J10 et un montage STANAG-Picatinny ARMS #19 - lunette Schmidt & Bender PM II 10x42 et des colliers ARMS #22 - lunette Schmidt & Bender PM II 3-12x50 et des colliers ARMS #22-34 mm Pour - le CAST : Commandement des Actions Spéciales Terre (employés par les services interarmées du COS : Commandement des Opérations Spéciales ; et/ou de la DRM : Direction du Renseignement Militaire)                                  |
| PGM Hécate II                                                   | France              | Fusil anti-matériel à verrou Calibre 12,7 × 99 mm OTAN (.50 BMG)                                               |            | Fabriqué par PGM Précision - Livrés dès 2015 Pour - le CAST : Commandement des Actions Spéciales Terre (employés par les services interarmées du COS : Commandement des Opérations Spéciales ; et/ou de la DRM : Direction du Renseignement Militaire) |
| Fusils à pompe                                                  |                     | |            | |
| Benelli M4 Super 90                                             | Italie              | Fusil à pompe                                                                                                  |            | Fabriqués par Benelli Armi SpA - Livrés dès 2022, comme fusil de combat rapproché Pour - le CAST : Commandement des Actions Spéciales Terre (employés par les services interarmées du COS : Commandement des Opérations Spéciales ; et/ou de la DRM : Direction du Renseignement Militaire) |
| Brouilleur anti-drone                                           |                     | |            | |
| NEROD                                                           | France              | Brouilleur hyperfréquences 2 versions : F5-5 et RF (RiFle) Intégré au programme LAD Lutte Anti Drone           |            | Fabriqués par MC2 Technologies - En 2024 : 100 nouveaux exemplaires toutes versions à livrer à l'armée française Perturbe et neutralise les protocoles de communication utilisés par les drones Intègre des amplificateurs pour émettre jusqu'à 5 bandes de fréquences parmi les 6 |

### Armes, explosifs et munitions de moyens calibres
| Nom                                                                | Origine                    | Type                                                         | Photo                      | Remarques |
| Grenades et Lance-grenades                                         | Grenades et Lance-grenades | Grenades et Lance-grenades                                   | Grenades et Lance-grenades | Grenades et Lance-grenades |
| ------------------------------------------------------------------ | -------------------------- | ------------------------------------------------------------ | -------------------------- | --- |
| LU213 Grenade à main                                               | France                     | Grenade défensive modèle F1 et F1A                           |                            | Fabriqué par Titanite SA Livrées dès 2000 - modèle F1 amorcé par un BA F11 - modèle F1A amorcé par un F11 ou un F13 |
| LU216 Grenade à main                                               | France                     | Grenade offensive modèle F1 et F1A                           |                            | Fabriqué par Titanite SA Livrées dès 2000 - modèle F1 amorcé par un BA F11 - modèle F1A amorcé par un F13 |
| HK269 F                                                            | Allemagne                  | Lance-grenadeCalibre 40 mm                                   |                            | Fabriqué par Heckler & Koch 10 767 unités commandées en 2016 et livrées |
| LGI Mle F1                                                         | Allemagne                  | Lance-grenades individuel modèle F1                          |                            | Fabriqué par Rheinmetall Arme d'appui rapproché depuis les années 1990 - Destinée à des tirs de neutralisation de personnel, de destruction de matériel, de fumigène, d'aveuglement et des tirs de fusées éclairantes Munitions : - Explosive de 51 mm (GRExPL AP LGI F1) - Fumigène de 51 mm (GR 51 FUM PH LGI F1) - Eclairante de 47 mm (GR 47 ECL LGI F1)               |
| Mortiers d'infanterie                                              |                            |                                                              |                            | |
| M6 C-640 Mk1 (en) Mortier de 60 mm                                 | Autriche                   | Mortier léger de calibre 60 mm avec canon de 640 mm          |                            | Fabriqué par Hirtenberger Defence Europe GMBH Livrésen 2024 - 120 mortiers En dotation en 2024 - 6500 obus HE - 2000 obus ILL-VIS - 2300 obus ILL-IR - 2500 obus fumigènes - 4700 obus d’entraînement - 50 bipieds d’appoint et dispositifs de pointage |
| Mo 81 LLR - F1 Mortier de 81 mm léger long renforcé                | France                     | Mortier léger Calibre 81 mm                                  |                            | Fabriqué par TDA Armements. Equipent à raison de deux pièces, le groupe mortier de la 4e section des compagnies de combat de l'infanterie dans l'armée de terre française |
| Armes sans recul                                                   |                            |                                                              |                            | |
| AT4 CS AT4= Eighty four = 84 et CS pour Confined Space             | Suède                      | Canon sans recul à usage unique calibre 84 mm                |                            | Fabriqué par Bofors AT4 CS ER AT4 F2 Livrés dès 2022 3 types de munitions - Anti-char - Anti-structure - Anti-personnel / airburst |
| Missiles sol-sol / Missiles sol-air / Missiles air-sol             |                            |                                                              |                            | |
| Poste de tir et Missile MILAN Missile d’Infanterie Léger ANtichar  | France Allemagne           | Missile antichar filoguidé                                   | Poste de tir Missile Milan | Fabriqué par MBDA Engin à système de guidage semi-automatique filoguidé. Stabilisé par rotation lente - guidé par infrarouge et utilisable de jour comme de nuit - Utilisés par l'infanterie par une équipe de tir comprenant 3 personnes |
| Poste de tir et Missile Akeron MP                                  | France Suède               | Poste de tir                                                 | poste de tir AKERON MP     | Fabriqué par MBDA Livrés dès 2017 - Objectif : 438 postes de tir en dotation en 2025 |
| Poste de tir et Missile Akeron MP                                  | France Suède               | Missile Akeron                                               |                            | Fabriqué par MBDA et Saab Livrés dès 2017 En 2023, commande de 1300 Missiles Akeron MP Plusieurs versions : Missile sol-sol /Missile sol-air / Missile air-sol - Objectif : 3000 missiles en dotation en 2030 |
| Poste de tir et Missile Mistral                                    | France                     | Poste de tir MISTRAL MIssile TRansportable Anti-aérien Léger |                            | Fabriqué par MBDA Missile air-sol très courte portée ou MANPAD de conception tire et oublie, infrarouge passif Est transporté à dos d'hommes, est installé sur VLRA PAMELA, les VBMR-L Serval MISTRAL et peut équiper les hélicoptères Tigre 2023 : 329 nouveaux Missiles Mistral M3 Livrés dès 2024 - Utilisé pour la défense antiaérienne à basse et très basse altitude |
| Drones suicide                                                     |                            |                                                              |                            | |
| Poste de tir Switchblade 300 block 20                              | États-Unis                 | Drone suicide                                                |                            | Fabriqué par AeroVironment Livrés dès 2023 - Drones non-récupérables pour augmenter la puissance de feu d'un peloton ou d'une section |
| Colibri                                                            | France                     | Drone suicide                                                |                            | Fabriqué par Nexter et Delair Modèle UX-11 modifié - 2000 exemplaires à livrer dès 2024 à l'Armée de terre française Le drone suicide Colibri est une aile volante de 1,1 mètre qui pèse 1,4 kg et peut voler pendant 1h20 jusqu'à 25 km en emportant une petite charge |
| Mine terrestre anti-char                                           |                            |                                                              |                            | |
| MI AC HPD F2 Mine Antichar à Haut Pouvoir de Destruction modèle F2 | France                     | Mine terrestre antichar                                      |                            | 400 000 livrées dès 2011 - Conception à effet Misznay-Schardin - Se déclenchent par la variation d’un champ magnétique - Pénètrent jusqu'à 150 millimètres d'armure |

## Véhicules terrestres

### Véhicules blindés de combat
| Nom                                                                            | Origine                       | Type | Photo                         | Remarques |
| Véhicules blindés à chenilles                                                  | Véhicules blindés à chenilles | Véhicules blindés à chenilles | Véhicules blindés à chenilles | Véhicules blindés à chenilles |
| ------------------------------------------------------------------------------ | ----------------------------- | --- | ----------------------------- | --- |
| Leclerc                                                                        | France                        | Char d'assaut lourd 3 versions - Leclerc EMAT : Etat Major de l'Armée de Terre - Leclerc AZUR Action en Zone URbaine : quelques exemplaires en 2023 - Leclerc XLR : 34 exemplaires en 2024 | Char Leclerc EMAT             | Fabriqués et modernisés par Nexter, Arquus, Thales, MBDA et Safran Livrés dès 1991 En 2021, programme de modernistion de 200 Leclerc EMAT en Leclerc XLR, à livrer pour 2035 En dotation dans les 4 régiments de chars de combat de l'Armée française - 5e régiment de dragons (5e RD) de Mailly-le-Camp - 12e régiment de cuirassiers (12e RC) d'Olivet - 501e régiment de chars de combat (501e RCC) de Mourmelon-le-Grand - 1er régiment de chasseurs (1er RCh) de Thierville-sur-Meuse Ainsi qu'au Commandement de l'entrainement et des écoles du combat interarmes |
| DCL-R Dépanneur du Char Leclerc - Rénové                                       | France                        | Char de dépannage lourd, blindé et armé | DCL EMAT                      | Fabriqués et modernisés par Nexter, Arquus, Thales et Safran Livrés dès 1999 - Lame, grue (crochet / pinces / godets) et treuils - TTOP Tourelleau Télé-OPéré avec mitrailleuse lourde Browning M2 de calibre 12,7 mm OTAN - lance-grenades automatique 40 mm - fumigènes Galix - Protections balistique, anti-mines, engin explosif improvisé (EEI), incendie, risques nucléaires, radiologiques, biologiques et chimiques (NRBC) - moteur Diesel V8X-1500 Hyperbar et turbomachine Turbomeca TM-307B développant 1500 ch - SICS : Système d’Information du Combat de SCORPION - CONTACT : COmmunications Numérisées TACTiques Déplacés sur ensemble porte char avec semi-remorques Pour l'ABC Arme Blindée et Cavalerie En dotation dans les 4 régiments de chars de combat de l'Armée française - 5e régiment de dragons (5e RD) de Mailly-le-Camp - 12e régiment de cuirassiers (12e RC) d'Olivet - 501e régiment de chars de combat de Mourmelon-le-Grand - 1er régiment de chasseurs (1er RCh) de Thierville-sur-Meuse Ainsi qu'au Commandement de l'entrainement et des écoles du combat interarmes |
| Leclerc MARS Moyen Adapté de Remorquage et de Soutien                          | France                        | Char de dépannage lourd, blindé et armé |                               | Fabriqués et modernisés par Nexter, Arquus, Thales, MBDA et Safran Livrés dès 2002 - Leclerc transformés en char de dépannage - moteur Diesel V8X-1500 Hyperbar et turbomachine Turbomeca TM-307B développant 1500 ch - Mitrailleuse Browning M2 de calibre 12,7 mm OTAN ou FN MAG calibre 7,62 mm OTAN Déplacés sur ensemble porte char avec semi-remorques Pour l'ABC (Arme Blindée et Cavalerie) En dotation dans les 4 régiments de chars de combat de l'Armée française - 5e régiment de dragons (5e RD) de Mailly-le-Camp - 12e régiment de cuirassiers (12e RC) d'Olivet - 501e régiment de chars de combat (501e RCC) de Mourmelon-le-Grand - 1er régiment de chasseurs (1er RCh) de Thierville-sur-Meuse Ainsi qu'au Commandement de l'entrainement et des écoles du combat interarmes |
| AMX-30 D AMX-30 Dépannage                                                      | France                        | Char de dépannage lourd, blindé et armé | AMX-30 D                      | Fabriqués par Nexter, Arquus et Thales Livré dès 1989 - Lame, grue (pinces / godets) et treuils - Mitrailleuse Browning M2 de calibre 12,7 mm OTAN ou FN MAG calibre 7,62 mm OTAN Déplacés sur ensemble porte char avec semi-remorques Pour l'ABC (Arme Blindée et Cavalerie) En dotation dans les 4 régiments de chars de combat de l'Armée française - 5e régiment de dragons (5e RD) de Mailly-le-Camp - 12e régiment de cuirassiers (12e RC) d'Olivet - 501e régiment de chars de combat de Mourmelon-le-Grand - 1er régiment de chasseurs (1er RCh) de Thierville-sur-Meuse Ainsi qu'au Commandement de l'entrainement et des écoles du combat interarmes |
| Véhicules blindés à roues                                                      |                               | |                               | |
| EBRC Jaguar Engin Blindé de Reconnaissance et de Combat Jaguar                 | France                        | Véhicule militaire blindé armé protégé contre les mines et les EEI 6x6, aérotransportable par l'Airbus A400M |                               | Fabriqués et modernisés par Nexter, Arquus, Thales, MBDA et Safran Livrés dès 2022 Objectif : 288 en dotation en 2030 Pour l'ABC Arme Blindée et Cavalerie - moteur D11 Volvo de 490 cv - canon 40 CTAS de calibre 40 mm - lances missiles Akeron - TTOP Tourelleau Télé-OPéré Arquus T3 armé d’une mitrailleuse MAG 58 de 7,62 mm - lance-grenades automatique 40 mm - fumigènes Galix - Protections balistique, anti-mines, engin explosif improvisé (EEI), incendie, risques nucléaires, radiologiques, biologiques et chimiques (NRBC) - SICS : Système d’Information du Combat de SCORPION - CONTACT : COmmunications Numérisées TACTiques - viseur PASEO - détection acoustique PILAR V Déplacé sur ensemble porte char avec semi-remorques PEBS Pour l'ABC (Arme Blindée et Cavalerie) En dotation dans les 7 régiments de cavalerie blindée et le centre de formation de Canjuers - 1er régiment de spahis (1er RS) de Valence - 1er régiment d'infanterie de marine (1er RIMa) d'Angoulême - 1er régiment étranger de cavalerie (1er REC) de Carpiagne - 1er régiment de hussards parachutistes (1er RHP) de Tarbes, - 3e régiment de hussards (3e RH) de Metz - 4e régiment de chasseurs (4e RCh) de Gap - régiment d'infanterie chars de marine (RICM) de Poitiers - 1er régiment de chasseurs d'Afrique (1er RCA) de Canjuers Ainsi qu'au Commandement de l'entrainement et des écoles du combat interarmes Dès 2024, les EBRC Jaguar en dotation et à livrer sont modifiés au " Standard T-2 " |
| AMX-10 RC AMX-10 Roues-Canon                                                   | France                        | Véhicule militaire blindé armé 6x6 4 modèles - AMX-10 RC : seule version amphibie - AMX-10 RC : avec sur blindage - AMX-10 RCR : Revalorisé avec sur blindage - AMX-10 RCR SEPAR : Revalorisé avec sur blindage et protégé contre les mines les EEI Aérotransportable par l'Airbus A400M | AMX-10 RCR · AMX-10 RC        | Fabriqué par Nexter, Arquus et Thales Modernisé en 2023 par Nexter - Canon de calibre 105 mm - mitrailleuse Browning M2 de calibre 12,7 mm OTAN ou FN MAG calibre 7,62 mm OTAN Déplacé sur ensemble porte char avec semi-remorques Pour l'ABC (Arme Blindée et Cavalerie) En dotation dans les 7 régiments de cavalerie blindée et le centre de formation de Canjuers - 1er régiment de spahis (1er RS) de Valence - 1er régiment d'infanterie de marine (1er RIMa) d'Angoulême - 1er régiment étranger de cavalerie (1er REC) de Carpiagne - 1er régiment de hussards parachutistes (1er RHP) de Tarbes - 3e régiment de hussards (3e RH) de Metz - 4e régiment de chasseurs (4e RCh) de Gap - régiment d'infanterie chars de marine (RICM) de Poitiers - 1er régiment de chasseurs d'Afrique (1er RCA) de Canjuers Ainsi qu'au Commandement de l'entrainement et des écoles du combat interarmes |
| VBCI VCI Véhicule blindé de combat d'infanterie                                | France                        | Véhicule de combat d'infanterie lourd, blindé, armé, 8x8 VCI : Véhicule de Combat d'Infanterie 3 modèles et plusieurs versions - Véhicule de transport de troupes - Mortier de 81 mm Mo 81 LLR embarqué - 32T : protégés contre les mines et les EEI Aérotransportable par l'Airbus A400M |                               | Fabriqué par Nexter, Arquus, Thales et MBDA 520 VBCI VCI livrés dès 2007 2 retirés du service - moteur Volvo D12 de 550 ch - Canon mitrailleur Tarask M811 de calibre 25 mm avec mitrailleuses Browning ou FN MAG calibre 7,62 mm OTAN - lance-grenades automatique 40 mm - fumigènes Galix - SICS : Système d’Information du Combat de SCORPION - CONTACT : COmmunications Numérisées TACTiques - détection acoustique PILAR V Déplacé sur ensemble porte char avec semi-remorques PEBS - Dès 2021, 95 VBCI VCI et VBCI VPC modernisés en version VBCI 32T (VBCI 32 tonnes, protégés contre les mines et les EEI) Protections balistique, anti-mines, engin explosif improvisé (EEI), incendie, risques nucléaires, radiologiques, biologiques et chimiques (NRBC) Pour - l'infanterie - le régiment de marche du Tchad à Meyenheim - le 35e régiment d'infanterie à Belfort - le 92e régiment d'infanterie à Clermont-Ferrand - le 152e régiment d'infanterie à Colmar - le 16e bataillon de chasseurs à pied à Bitche - le 1er régiment de tirailleurs à Épinal - l'ABC Arme Blindée et Cavalerie - le Commandement de l'entrainement et des écoles du combat interarmes |
| VBCI VPC Véhicule blindé de combat d'infanterie Véhicule Poste de Commandement | France                        | Véhicule de combat d'infanterie lourd, blindé, armé, 8x8 4 modèles et plusieurs versions - VPC : Véhicule Poste de Commandement - SAN : SANté, pour l'évacuation sanitaire (6 exemplaires en 2023) - 32T : protégés contre les mines et les EEI - GE : Guerre Électronique en conception par la DGA et la STAT dès 2024 Aérotransportable par l'Airbus A400M |                               | Fabriqué par Nexter, Arquus, Thales et MBDA 110 VBCI VPC livrés dès 2007 - moteur Volvo D12 de 550 ch - TTOP Tourelleau Télé-OPéré avec mitrailleuse Browning M2 de calibre 12,7 mm OTAN - lance-grenades automatique 40 mm - fumigènes Galix - SICS : Système d’Information du Combat de SCORPION - CONTACT : COmmunications Numérisées TACTiques - détection acoustique PILAR V Déplacé sur ensemble porte char avec semi-remorques PEBS - Dès 2021, 95 VBCI VCI et VBCI VPC modernisés en version VBCI 32T (VBCI 32 tonnes, protégés contre les mines et les EEI) Protections balistique, anti-mines, engin explosif improvisé (EEI), incendie, risques nucléaires, radiologiques, biologiques et chimiques (NRBC) Pour - l'infanterie - le régiment de marche du Tchad à Meyenheim - le 35e régiment d'infanterie à Belfort - le 92e régiment d'infanterie à Clermont-Ferrand - le 152e régiment d'infanterie à Colmar - le 16e bataillon de chasseurs à pied à Bitche - le 1er régiment de tirailleurs à Épinal - l'ABC Arme Blindée et Cavalerie - le Commandement de l'entrainement et des écoles du combat interarmes |
| VBMR Griffon Véhicule Blindé Multi-Rôles Griffon                               | France                        | Véhicule militaire blindé armé et protégé contre les mines et les EEI 6x6 3 modèles et de nombreuses versions - VTT : Véhicule Transport de Troupe, plusieurs versions - FELIN :Transport d'Infanterie - STE : Section Tireur d’Elite - GEN : GENie - MMP : Missile Akeron embarqué - VPM 81 : Véhicule Porte Mortier de 81 mm Mo 81 LLR embarqué - VTM 120 : Véhicule Tracteur de Mortier de 120 mm tracté 120MM RT - MISTRAL : Missile Mistral embarqué - RAV : RAVitaillement - ELI : Élément Léger d’ Intervention - SAN : SANté, pour l'évacuation sanitaire (10 en 2024) - MEPAC : Mortier Embarqué Pour l'Appui au Contact - Reco NRBC : Reconnaissance Nucléaire, Radiologique, Bactériologique ou Chimique en cours d'évaluation par la DGA et la STAT dès 2025 - VOA : Véhicule d'Observation d'Artillerie (15 en 2024) - EPC : Engin Poste de Commandement (79 en 2024) Et d'autres versions en dotation avec différents modèles de remorques et matérièls tractés Aérotransportable par l'Airbus A400M | VBMR Griffon Camo             | Fabriqués par Nexter, Arquus,Thales, MBDA et Texelis Livrés dès 2019 Objectif : 1872 Griffon en dotation en 2035 75 % du parcs des Griffon est équipé de TTOP Tourelleau Télé-OPéré avec mitrailleuses .Browning M2 de calibre 12,7 mm OTAN (T1) ou FN MAG calibre 7,62 mm OTAN (T2) - moteur D8 Volvo de 400 cv - lance-grenades automatique 40 mm - fumigènes Galix - Protections balistique, anti-mines, engin explosif improvisé (EEI), incendie, risques nucléaires, radiologiques, biologiques et chimiques (NRBC) - SICS : Système d’Information du Combat de SCORPION - CONTACT : COmmunications Numérisées TACTiques - détection acoustique PILAR V Déplacé sur ensemble porte char avec semi-remorques PEBS - Au-delà des 14 modèles et versions initiaux qualifiés, d'autres versions seront conçues et expérimentées dès 2025 par la DGA et la STAT Pour - l'infanterie - l'arme blindée et cavalerie - l'artillerie - le génie - les troupes de marine - l'infanterie de marine - l'artillerie de marine - le train - les transmissions - le matériel - la légion étrangère - le Commandement de l'entrainement et des écoles du combat interarmes |
| VBMR-L Serval Véhicule Blindé Multi-Rôles Léger ServaL                         | France                        | Véhicule militaire blindé armé et protégé contre les mines et les EEI 4x4 4 modèles et nombreuses versions - VPB : Véhicule de Patrouille Blindée, plusieurs versions - FELIN : Transport d'Infanterie - MMP : Missile Akeron embarqué - VPM 81: Véhicule Porte Mortier de 81 mm Mo 81 LLR embarqué - VTM 120 : Véhicule Tracteur de Mortier de 120 mm tracté 120MM RT - VOA : Véhicule d'Observation d'Artillerie - EPC : Engin Poste de Commandement - PC ATLAS : Poste de Commandement Automatisation des Tirs et Liaisons de l'Artillerie Sol/sol - MISTRAL Tourelleau télé-opéré avec 2 Missiles Mistral - LAD : Lutte anti-drones - Ravitaillement - SAN : SANté, pour l'évacuation sanitaire - GE : Guerre Électronique - SA2R : Surveillance Acquisition Renseignement Reconnaissance, 2 versions - ACQ : ACQquisition - TDR :Traitement Du Renseignement. - NCT : Nœud de Communication Tactique, 4 versions en cours de conception par la DGA et la STAT dès 2024 Et d'autres versions à venir avec différents modèles de remorques et matérièls tractés Aérotransportable par l'Airbus A400M | VBMR-L Serval Camo            | Fabriqué par Nexter, Arquus,Thales, MBDA et Texelis Livrés dès 2022 Objectif : 1405 Serval en dotation en 2030 ; dont 150 Serval SAN, 12 Serval LAD, 24 Serval MISTRAL, 10 Serval PC ATLAS, etc. Objectif : 2038 Serval en dotation en 2035 - TTOP TourelleauTélé-OPéré avec mitrailleuses Browning M2 de calibre 12,7 mm OTAN (T1) ou FN MAG calibre 7,62 mm OTAN (T2) - moteur Cummins ISLE 8.9L de 375 cv - lance-grenades automatique 40 mm - fumigènes Galix - Protections balistique, anti-mines, engin explosif improvisé (EEI), incendie, risques nucléaires, radiologiques, biologiques et chimiques (NRBC) - SICS : Système d’Information du Combat de SCORPION - CONTACT : COmmunications Numérisées TACTiques - détection acoustique PILAR V Déplacé sur ensemble porte char avec semi-remorques PEBS - Serval sera à terme, décliné en 29 versions qui seront conçues et expérimentées par la DGA et la STAT En 2035 - 978 Serval seront en dotation pour la Force Scorpion - 1060 Serval (" Appuis Scorpion ") relèveront du programme VTLP-P : Véhicule Léger Tactique Polyvalent Protégé - Sur les 2038 Serval en dotation, 66 seront positionnés dans les départements et régions d'outre-mer Pour - l'infanterie - l'arme blindée et cavalerie - l'artillerie - le génie - les troupes de marine - l'infanterie de marine - l'artillerie de marine - le train - les transmissions - le matériel - la légion étrangère - le Commandement de l'entrainement et des écoles du combat interarmes (Des VBMR-L Serval suplémentaires ont été commandés pour remplacer les VIB : Véhicule d’Intervention Blindé de l'Armée de l’Air et de l'Espace) |
| VAB Véhicule à l'Avant Blindé                                                  | France                        | Véhicule militaire blindé armé 4x4 Nombreux modèles et versions - VTT : Véhicule de transport de troupes - AZUR : Action en Zone URbaine - Milan : Missile Milan embarqué - MMP : Missile Akeron embarqué - PC : Poste de Commandement - RECO NRBC : Reconnaissance Nucléaire, Radiologique, Biologique et Chimique - ASTRIDE : Accès par Satellite et par Transmission hertzienne au Réseau de zone et à l’Intranet De l’espace de bataille - BISON : BrouIlleur d’ondeS de radiocommunicatiON - CARTHAGE : transmissions de données sécurisé sur un support de communication radio haute fréquence nouvelle génération - CATIZ : Capacité Terrestre d’Interception de Zone - VAT : Appui Topographique - LINX : Localisation et INterception des signaux eXotiques - COGE : Centre Opérationnel de Guerre Électronique - SAEC : Système d'Appui Électronique de Contact - Bromure : BRouillage MUlti REseaux - ATILA : Automatisation des TIrs et Liaisons de l’Artillerie - CMAI :Centre Multiservice d'Accès et d'Interface pour relier les militaires aux réseaux civils - ML : Mobile Légère, programme Syracuse III - ELI : Élément Léger d’Intervention - Ultima : version intégrée à la Force Scorpion ; remotorisée et renforcée contre les mines et les EEI (290 exemplaires en 2023) - etc. Et d'autres versions en dotation avec différents modèles de remorques et matérièls tractés Aérotransportable par l'Airbus A400M |                               | Fabriqué, entretenu et modernisé par Nexter, Arquus, Thales et MBDA Nombreux VAB ont été livré à l'Armée française et à la gendarmerie nationale française dès 1979 - Moteur Renault MIDS 06.20.45 Diesel à six cylindres en ligne - Circulaire avec mitrailleuses Browning M2 de calibre 12,7 mm OTAN ou FN MAG calibre 7,62 mm OTAN - 344 VAB dont les 290 VAB ULTIMA sont équipés du TTOP Tourelleau Télé-Opéré mitrailleuses lourde Browning M2 de calibre 12,7 mm OTAN Déplacé sur ensemble porte char avec semi-remorques Pour : - l'infanterie - l'arme blindée et cavalerie - l'artillerie - le génie - les troupes de marine - l'infanterie de marine - l'artillerie de marine - le train - les transmissions - le matériel - la légion étrangère - le Commandement de l'entrainement et des écoles du combat interarmes Progressivement remplacés par les VBMR Griffon et les VBMR-L Serval Objectif : 1000 VAB revalorisés, modernisés, armés, protégés contre les mines et les EEI, en dotation dans l'Armée française en 2030 |

### Véhicules moyens et légers
| Nom                                                                   | Origine                        | Type | Photo                                                        | Remarques |
| Petits 4X4 blindés polyvalents                                        | Petits 4X4 blindés polyvalents | Petits 4X4 blindés polyvalents | Petits 4X4 blindés polyvalents                               | Petits 4X4 blindés polyvalents |
| --------------------------------------------------------------------- | ------------------------------ | --- | ------------------------------------------------------------ | --- |
| VBL Véhicule Blindé Léger                                             | France                         | Véhicule militaire blindé armé léger 4x4, amphibie 4 modèles - AT4CS - Reco : mitrailleuse 12,7 ; Browning M2 de calibre 12,7 mm OTAN - Éclairage : mitrailleuse FN MAG calibre 7,62 mm OTAN - VBL- R ( Rénové ) : Programme de modernisation pour être intégré à la Force Scorpion ; remotorisée et renforcée contre les mines et les EEI Aérotransportable par l'Airbus A400M et CN-235, aérolarguable et héliportable |                                                              | Fabriqué par Nexter, Arquus, Thales et MBDA 1 600 VBL et VB2L livrés dès 1990 - Circulaire avec mitrailleuses Browning M2 de calibre 12,7 mm OTAN ou FN MAG calibre 7,62 mm OTAN - 50 VBL sont équipés du TTOP Tourelleau Télé-OPéré avec mitrailleuses FN MAG calibre 7,62 mm OTAN - SICS : Système d’Information du Combat de SCORPION - CONTACT : COmmunications Numérisées TACTiques Pour - l'infanterie - l'arme blindée et cavalerie - l'artillerie - le génie - les troupes de marine - l'infanterie de marine - l'artillerie de marine - le train - les transmissions - le matériel - la légion étrangère - le Commandement de l'entrainement et des écoles du combat interarmes Dès 2020, 800 véhicules modernisés en VBL- R et en VB2L - R à livrer pour 2030 - 247 VBL- R et VB2L - R en dotation en 2023 - 102 VBL- R et VB2L - R à livrer en 2024 |
| VB2L Véhicule Blindé Léger Long                                       | France                         | Véhicule militaire blindé armé léger 4x4, amphibie VB2L est la version allongée du VBL 3 modèles - PC : Poste de Commandement - PRB : Patrouille de Recherche Blindée - VB2L - R ( Rénové ) : Programme de modernisation pour être intégré à la Force Scorpion ; remotorisé et renforcé contre les mines et les EEI Aérotransportable par l'Airbus A400M et CN-235, aérolarguable et héliportable |                                                              | Fabriqué par Nexter, Arquus et Thales - Circulaire avec mitrailleuses Browning M2 de calibre 12,7 mm OTAN ou FN MAG calibre 7,62 mm OTAN - SICS : Système d’Information du Combat de SCORPION - CONTACT : COmmunications Numérisées TACTiques Pour - l'infanterie - l'arme blindée et cavalerie - l'artillerie - le génie - les troupes de marine - l'infanterie de marine - l'artillerie de marine - le train - les transmissions - le matériel - la légion étrangère - le Commandement de l'entrainement et des écoles du combat interarmes |
| PVP Petit Véhicule Protégé                                            | France                         | Véhicule militaire blindé armé léger 4x4 Trois modèles (Mk1, Mk2 et Mk3) Plusieurs versions - Transport de personnel - Transport de matériel - Circulation - Poste de Commandement - Appui électronique - etc. Et d'autres versions en dotation avec différents modèles de remorques et matérièls tractés Aérotransportable par l'Airbus A400M et CN-235, aérolarguable et héliportable |                                                              | Fabriqué par Nexter, Arquus, Thales et MBDA 1183 livrés dès 2012 à l'Armée française (et une dizaine d'exemplaires à la police nationale ) - 2 types de motorisation différents - Circulaire avec mitrailleuse FN MAG calibre 7,62 mm OTAN sur circulaire - 130 PVP sont équipés de TTOP Tourelleau Télé-OPéré avec mitrailleuses FN MAG calibre 7,62 mm OTAN - SICS : Système d’Information du Combat de SCORPION - CONTACT : COmmunications Numérisées TACTiques Pour - l'infanterie - l'arme blindée et cavalerie - l'artillerie - le génie - les troupes de marine - l'infanterie de marine - l'artillerie de marine - le train - les transmissions - le matériel - la légion étrangère - le COM LOG COMmandement de la LOGistique - l'ALAT Aviation Légère de l'Armée de Terre - le Commandement de l'entrainement et des écoles du combat interarmes Mais aussi les services interarmées - le SEO Service de l’Energie Opérationnelle - le SIMu Service Interarmées de Munitions |
| Véhicules amphibies articulés chenillés                               |                                | |                                                              | |
| VHM Véhicule à Haute Mobilité                                         | Suède France                   | Véhicule de transport de troupes chenillé, articulé, blindé, armé, amphibie - Pour zones enneigées et " Centre-Europe" 3 versions : - Transport de troupes - Logistique - Poste de Commandement Aérotransportable par l'Airbus A400M, aérolarguable et héliportable | VHM · VHM                                                    | Fabriqué par BAE et modifié par Arquus 53 livrés dès 2014 BvS10MkII modifié - moteur Cummins diesel 6 cylindres de 6,7 litres de 285 ch - TTOP Tourelleau Télé-OPéré avec mitrailleuses Browning M2 de calibre 12,7 mm OTAN, FN MAG calibre 7,62 mm OTAN et canon mitrailleur calibre 20 mm - Circulaire avec mitrailleuses Browning M2 de calibre 12,7 mm OTAN ou FN MAG calibre 7,62 mm OTAN - SICS : Système d’Information du Combat de SCORPION - CONTACT : COmmunications Numérisées TACTiques Déplacé sur ensemble porte char avec semi-remorques Pour - la 27e brigade d'infanterie de montagne Ainsi qu'au Commandement de l'entrainement et des écoles du combat interarmes |
| HT 270                                                                | Suède France                   | Véhicule de transport de troupes chenillé, articulé, armé, non protégé, amphibie - Pour zones enneigées et "Centre-Europe" 3 versions : - Transport de troupes - Logistique - Poste de Commandement Aérotransportable par l'Airbus A400M, aérolarguable et héliportable |                                                              | Fabriqué par BAE et modifié par Technamm Issu du programme VAC NP NG : Véhicule Articulé Chenillé Non Protégé Nouvelle Génération 76 exemplaires commandés et livrés dès 2023 Hagglund BV 206 modifié - moteur diesel W5A-580 Mercedes-Benz de 169 ch - Circulaire avec mitrailleuses Browning M2 de calibre 12,7 mm OTAN et FN MAG calibre 7,62 mm OTAN - SICS : Système d’Information du Combat de SCORPION - CONTACT : COmmunications Numérisées TACTiques Déplacé sur ensemble porte char avec semi-remorques Pour - la 27e brigade d'infanterie de montagne |
| CRABE                                                                 | Suède France                   | Véhicule de transport de troupes chenillé, articulé, armé, non protégé, amphibie Pour zones marécageuses et humides (Tropicalisé) 3 versions - Transport de troupes - Logistique - Poste de Commandement Aérotransportable par l'Airbus A400M, aérolarguable et héliportable | VAC NG / HT 270 Crabe                                        | Fabriqué par BAE et modifié par Technamm Issu du programme VAC NP NG : Véhicule Articulé Chenillé Non Protégé Nouvelle Génération 16 commandés et livrés dès 2023 Hagglund BV 206 modifié - moteur diesel W5A-580 Mercedes-Benz de 169 ch - Circulaire avec mitrailleuses Browning M2 de calibre 12,7 mm OTAN et FN MAG calibre 7,62 mm OTAN - SICS : Système d’Information du Combat de SCORPION - CONTACT : COmmunications Numérisées TACTiques Déplacé sur ensemble porte char avec semi-remorques Pour - les Forces Armées en Guyane |
| 6X6 et 4X4 pour les Opérations Spéciales                              |                                | |                                                              | |
| PLFS Grizzly Poids Lourd des Forces Spéciales                         | France                         | Camion non protégé léger armé 4x4 Plusieurs versions en dotation avec différents modèles de remorques et matériels tractés Aérotransportable par l'Airbus A400M, aérolarguable et héliportable |                                                              | Fabriqué par Arquus 40 livrés à partir de 2023 - Sherpa Sabre d'Arquus modifié - Circulaire avec mitrailleuses Browning M2 de calibre 12,7 mm OTAN et FN MAG ou M134 Minigun de calibre 7,62 mm OTAN - SICS : Système d’Information du Combat de SCORPION - CONTACT : COmmunications Numérisées TACTiques Une dizaine seront positionnés sur l'ile de La Réunion pour - la 11e brigade parachutiste (1er RHP), la 27e brigade d'infanterie de montagne et le 2e régiment de parachutistes d'infanterie de marine - le Commandement de l'entrainement et des écoles du combat interarmes |
| Grizzly Véhicule de reconnaissance et d’avant-garde aéroportée        | France                         | Camion non protégé léger armé 4x4 Aérotransportable par l'Airbus A400M l'Airbus CN-235,aérolarguable et héliportable |                                                              | Fabriqué par Arquus 151 à livrer dès 2026 Testés et évalués dès 2025 par la DGA et la STAT - Sherpa Sabre d'Arquus modifié - Circulaire avec mitrailleuses Browning M2 de calibre 12,7 mm OTAN, FN MAG ou M134 Minigun de calibre 7,62 mm OTAN et canon mitrailleur calibre 20 mm - SICS : Système d’Information du Combat de SCORPION - CONTACT : COmmunications Numérisées TACTiques Pour - le CAST : Commandement des Actions Spéciales Terre (employés par les services interarmées du COS : Commandement des Opérations Spéciales ; et/ou de la DRM : Direction du Renseignement Militaire) - le Commandement de l'entrainement et des écoles du combat interarmes |
| VLFS Pégase Véhicule Leger des Forces Spéciales                       | France                         | Véhicule utiltaire non protégé léger armé 4x4 Aérotransportable par l'Airbus A400M l'Airbus CN-235,aérolarguable et héliportable |                                                              | Fabriqué par Arquus 206 à livrer dès 2026 Testés et évalués dès 2025 par la DGA et la STAT - modèle " Areg " d'Arquus modifié - Circulaire avec mitrailleuses Browning M2 de calibre 12,7 mm OTAN, FN MAG ou M134 Minigun de calibre 7,62 mm OTAN et canon mitrailleur calibre 20 mm - SICS : Système d’Information du Combat de SCORPION - CONTACT : COmmunications Numérisées TACTiques Pour - le CAST : Commandement des Actions Spéciales Terre (employés par les services interarmées du COS : Commandement des Opérations Spéciales ; et/ou de la DRM : Direction du Renseignement Militaire) - le Commandement de l'entrainement et des écoles du combat interarmes |
| VOS-APP Véhicule d’Opérations Spéciales APPui                         | Japon France                   | Véhicule utiltaire pick-up double cabine léger non protégé armé 6x6 Plusieurs versions en dotation avec différents modèles de remorques et matériels tractés Aérotransportable par l'Airbus A400M l'Airbus CN-235,aérolarguable et héliportable |                                                              | Fabriqué par Toyota, basé sur la Toyota Land Cruiser HZJ 79 modifié par Technamm Livrés dès 2022 - Masstech T6 Forces Spéciales modifié - Circulaire avec mitrailleuses Browning M2 de calibre 12,7 mm OTAN, FN MAG ou M134 Minigun de calibre 7,62 mm OTAN et canon mitrailleur calibre 20 mm - SICS : Système d’Information du Combat de SCORPION - CONTACT : COmmunications Numérisées TACTiques Pour - le CAST : Commandement des Actions Spéciales Terre (employés par les services interarmées du COS : Commandement des Opérations Spéciales ; et/ou de la DRM : Direction du Renseignement Militaire) - le Commandement de l'entrainement et des écoles du combat interarmes |
| VOS-PAT (ou VPS2) Véhicule d’Opération Spéciale pour la PATrouille    | Japon France                   | Véhicule utiltaire léger non protégé armé 4x4 Plusieurs versions en dotation avec différents modèles de remorques et matériels tractés Aérotransportable par l'Airbus A400M l'Airbus CN-235,aérolarguable et héliportable |                                                              | Fabriqué par Toyota, basé sur le modèle Toyota Land Cruiser HZJ 76 modifié par Technamm Livrés dès 2018 - Masstech T4 modifié - Circulaire avec mitrailleuses Browning M2 de calibre 12,7 mm OTAN, FN MAG ou M134 Minigun de calibre 7,62 mm OTAN et canon mitrailleur calibre 20 mm - SICS : Système d’Information du Combat de SCORPION - CONTACT : COmmunications Numérisées TACTiques Pour - le CAST : Commandement des Actions Spéciales Terre (employés par les services interarmées du COS : Commandement des Opérations Spéciales ; et/ou de la DRM : Direction du Renseignement Militaire) - le Commandement de l'entrainement et des écoles du combat interarmes |
| Savana (ou Recamp)                                                    | Japon France                   | Véhicule utiltaire pick-up simple cabine léger non protégé armé 4x4 Plusieurs versions en dotation avec différents modèles de remorques et matériels tractés Aérotransportable par l'Airbus A400M l'Airbus CN-235,aérolarguable et héliportable |                                                              | Fabriqué par Toyota, basé sur le modèle Toyota Land Cruiser HZJ 76 modifié par Technamm Livrés dès 2018 - Savana (ou Recamp) modifié - Circulaire avec mitrailleuses Browning M2 de calibre 12,7 mm OTAN, FN MAG ou M134 Minigun de calibre 7,62 mm OTAN et canon mitrailleur calibre 20 mm - SICS : Système d’Information du Combat de SCORPION - CONTACT : COmmunications Numérisées TACTiques Pour - le CAST : Commandement des Actions Spéciales Terre (employés par les services interarmées du COS : Commandement des Opérations Spéciales et/ou de la DRM : Direction du Renseignement Militaire) - le Commandement de l'entrainement et des écoles du combat interarmes |
| VBHP Aravis Véhicule Blindé Hautement Protégé Aravis                  | France Allemagne               | Véhicule militaire blindé armé protégé contre les mines et les EEI 4x4 Aérotransportable par l'Airbus A400M l'Airbus CN-235,aérolarguable et héliportable |                                                              | Fabriqué par Mercedes et Nexter Livrés dès 2009 - Unimog modifié - TTOP Tourelleau Télé-OPéré avec mitrailleuses Browning M2 de calibre 12,7 mm OTAN ou FN MAG calibre 7,62 mm OTAN Déplacé sur ensemble porte char avec semi-remorques Permet pour les Forces Spéciales, la stabilisation et l’évacuation d’un blessé sous blindage Pour - le CAST : Commandement des Actions Spéciales Terre (employés par les services interarmées du COS : Commandement des Opérations Spéciales ; et/ou de la DRM : Direction du Renseignement Militaire) - le Commandement de l'entrainement et des écoles du combat interarmes |
| VOS-MED Véhicule d’Opérations Spéciales MEDicale                      | Japon France                   | Véhicule utiltaire léger protégé 6x6 simple cabine modifié en ambulance Aérotransportable par l'Airbus A400M l'Airbus CN-235,aérolarguable et héliportable |                                                              | Fabriqué par Toyota, basé sur le modèle Toyota Land Cruiser HZJ 79 modifié par Technamm - Masstech T6 AMURE modifié - permet pour les Forces Spéciales, la stabilisation et l’évacuation d’un blessé sous blindage - SICS : Système d’Information du Combat de SCORPION - CONTACT : COmmunications Numérisées TACTiques 8 à livrés dès 2025 à la DGA et à la STAT pour tests et évaluations Pour - le CAST : Commandement des Actions Spéciales Terre (employés par les services interarmées du COS : Commandement des Opérations Spéciales ; et/ou de la DRM : Direction du Renseignement Militaire) - le Commandement de l'entrainement et des écoles du combat interarmes |
| 4X4 et 4x2 non protégés polyvalents                                   |                                | |                                                              | |
| VTLP-NP (ou ACMAT VT4) Véhicule Léger Tactique Polyvalent Non Protégé | États-Unis France              | Véhicule utiltaire léger non protégé 4x4 - transport de personnel - transport de matériel - transport cynophile - circulation - etc. Et d'autres versions en dotation avec différents modèles de remorques et matériels tractés Aérotransportable par l'Airbus A400M l'Airbus CN-235,aérolarguable et héliportable | VTLP-NP circulation · VTLP-NP transport de matériel          | Fabriqué par Ford et modifié par Arquus - Everest II modifié - SICS : Système d’Information du Combat de SCORPION - CONTACT : COmmunications Numérisées TACTiques 3980 livrés dès 2018 à l'Armée de terre sur 4380 livrés à toute l'Armée française Pour l'Armée de terre - l'infanterie - l'arme blindée et cavalerie - l'artillerie - le génie - les troupes de marine - l'infanterie de marine - l'artillerie de marine - le train - les transmissions - le matériel - la légion étrangère - l'ALAT Aviation Légère de l'Armée de Terre - le CAST : Commandement des Actions Spéciales Terre (employés par les services interarmées du COS : Commandement des Opérations Spéciales et/ou de la DRM : Direction du Renseignement Militaire) - le Commandement de l'entrainement et des écoles du combat interarmes Mais aussi les services interarmées - le SEO Service de l’Energie Opérationnelle - le SIMu Service Interarmées de Munitions - le SSA Service de Santé des Armées - le COM LOG COMmandement de la LOGistique - le COM MF COMmandement de la Maintenance des Forces                               |
| VSPO Ranger Véhicule de Soutien à la Préparation Opérationnelle       | États-Unis France              | Véhicule utiltaire pick-up double cabine avec ou sans hardtop léger non protégé 4x4 Plusieurs modèles et versions - transport de personnel - transport de matériel - transport cynophile - circulation - évacuation sanitaire - premiers secours et incendie - etc. Et d'autres versions en dotation avec différents modèles de remorques et matériels tractés Aérotransportable par l'Airbus A400M et CN-235 |                                                              | Fabriqué par Ford - Ranger 2.2 tdci 150 " Phase II" modifié avec ou sans hardtop 1000 exemplaires livrés dès 2016 à l'Armée française, aux pompiers militaires de l'Armée de terre française (Brigade de sapeurs-pompiers de Paris et de la Section pompiers de Canjuers) ainsi qu'à la gendarmerie nationale, à la police nationale et aux pompiers des Services départementaux d'incendie et de secours Pour l'Armée de terre - l'infanterie - l'arme blindée et cavalerie - l'artillerie - le génie - les troupes de marine - l'infanterie de marine - l'artillerie de marine - le train - les transmissions - le matériel - la légion étrangère - la brigade de sapeurs-pompiers de Paris - l'ALAT Aviation Légère de l'Armée de Terre - le Commandement de l'entrainement et des écoles du combat interarmes Mais aussi les services interarmées - le SEO Service de l’Energie Opérationnelle - le SIMu Service Interarmées de Munitions - le SSA Service de Santé des Armées - le COM LOG COMmandement de la LOGistique - le COM MF COMmandement de la Maintenance des Forces                                  |
| VLTT Masstech Véhicule Léger Tout Terrain                             | Japon France                   | Véhicule utiltaire léger non protégé 4X4 - transport de personnel - transport de matériel - circulation - transport cynophile - forces spéciales - etc. Et d'autres versions en dotation avec différents modèles de remorques et matériels tractés Aérotransportable par l'Airbus A400M et CN-235, aérolarguable et héliportable | Masstech T4 circulation · Masstech T4 transport de personnel | Fabriqué par Toyota, basé sur le modèle Toyota Land Cruiser HZJ 76, modifié par Technamm 500 unités livrés à toute l'Armée française dès 2017 - Masstech T4 modifié - SICS : Système d’Information du Combat de SCORPIO - CONTACT : COmmunications Numérisées TACTiques Pour l'Armée de terre - l'infanterie - l'arme blindée et cavalerie - l'artillerie - le génie - les troupes de marine - l'infanterie de marine - l'artillerie de marine - le train - les transmissions - le matériel - la légion étrangère - l'ALAT Aviation Légère de l'Armée de Terre - le CAST : Commandement des Actions Spéciales Terre (employés par les services interarmées du COS : Commandement des Opérations Spéciales ; et/ou de la DRM : Direction du Renseignement Militaire) - le Commandement de l'entrainement et des écoles du combat interarmes Mais aussi les services interarmées - le SEO Service de l’Energie Opérationnelle - le SIMu Service Interarmées de Munitions - le SSA Service de Santé des Armées - le COM LOG COMmandement de la LOGistique - le COM MF COMmandement de la Maintenance des Forces         |
| VLTT Defender Véhicule Léger Tout Terrain                             | Royaume-Uni France             | Véhicule utiltaire léger non protégé 4X4 3 empattements : 90, 110 et 130 ; et nombreuses versions - transport de personnel - poste de commandement tactique - transport cynophile - transport de matériel - circulation - dépannage routier - aide à l'avitaillement en carburant pour les aéronefs de l'ALAT et de l'Armée de l'air et de l'espace - évacuation sanitaire - premiers secours et incendie - etc. Et d'autres versions en dotation avec différents modèles de remorques et matériels tractés Aérotransportable par l'Airbus A400M et CN-235, aérolarguable et héliportable | Defender 110 circulation                                     | Fabriqué par Land Rover - Defender 90 Td5 et Td4 modifiés - Defender 110 Td5 et Td4 modifiés - Defender 130 Td5 et Td4 modifiés 500 unités livrés à l'Armée française, aux pompiers militaires de l'Armée de terre française (Brigade de sapeurs-pompiers de Paris, et de la Section pompiers de Canjuers) ainsi qu'à la gendarmerie nationale, à la police nationale et aux pompiers des Services départementaux d'incendie et de secours Pour l'Armée de terre - l'infanterie - l'arme blindée et cavalerie - l'artillerie - le génie - les troupes de marine - l'infanterie de marine - l'artillerie de marine - le train - les transmissions - le matériel - la légion étrangère - la brigade de sapeurs-pompiers de Paris - l'ALAT Aviation Légère de l'Armée de Terre - le Commandement de l'entrainement et des écoles du combat interarmes Mais aussi les services interarmées - le SEO Service de l’Energie Opérationnelle - le SIMu Service Interarmées de Munitions - le SSA Service de Santé des Armées - le COM LOG COMmandement de la LOGistique - le COM MF COMmandement de la Maintenance des Forces |
| VUL Duster Véhicule Utilitaire Léger                                  | France                         | Véhicule utiltaire léger non protégé 4X4 Plusieurs modèles et versions - transport de personnel - transport cynophile - transport de matériel - premiers secours et incendie - etc. Et d'autres versions en dotation avec différents modèles de remorques et matériels tractés Aérotransportable par l'Airbus A400M et CN-235 |                                                              | Fabriqué par Renault / Dacia - Duster 4X4 modifié Nombreux livrés dès 2016 à l'Armée française, aux pompiers militaires de l'Armée de terre française (Brigade de sapeurs-pompiers de Paris et de la Section pompiers de Canjuers) ainsi qu'à la gendarmerie nationale, à la police nationale et aux pompiers des Services départementaux d'incendie et de secours Pour l'Armée de terre - l'infanterie - l'arme blindée et cavalerie - l'artillerie - le génie - les troupes de marine - l'infanterie de marine - l'artillerie de marine - le train - les transmissions - le matériel - la légion étrangère - la brigade de sapeurs-pompiers de Paris - l'ALAT Aviation Légère de l'Armée de Terre - le Commandement de l'entrainement et des écoles du combat interarmes Mais aussi les services interarmées - le SEO Service de l’Energie Opérationnelle - le SIMu Service Interarmées de Munitions - le SSA Service de Santé des Armées - le COM LOG COMmandement de la LOGistique - le COM MF COMmandement de la Maintenance des Forces                                                                         |
| VUL Sprinter 4X4 Véhicule Utilitaire Léger                            |                                | Véhicule utiltaire léger non protégé 4x4 3 versions : pour le transport de matériel Aérotransportable par l'Airbus A400M |                                                              | Fabriqué par Mercedes - Sprinter 4X4 319 CDI 4×4 boite automatique 9G TRONIC modifié 49 exemplaires livrés dès 2025 : - 30 exemplaires ( 23 bennes et 7 plateaux) modifés par JPM - 19 exemplaires pour le transport de matières dangereuses ( réglementation ADR ) modifiés par la PME Cornut Pour le génie |
| VUL Master Véhicule Utilitaire Léger                                  | France                         | Véhicule utiltaire léger non protégé 4X2 Plusieurs modèles et versions - transport de personnel - transport cynophile - transport de matériel - circulation - dépannage routier - atelier - évacuation sanitaire - premiers secours et incendie - aide à l'avitaillement en carburant pour les aéronefs de l'ALAT et de l'Armée de l'air et de l'espace - évacuation sanitaire - etc. Et d'autres versions en dotation avec différents modèles de remorques et matériels tractés Aérotransportable par l'Airbus A400M et CN-235                                                           | Master transport de personnel · Master II                    | Fabriqué par Renault - Master II et III modifié Nombreux livrés dès 2011 à l'Armée française, aux pompiers militaires de l'Armée de terre française (Brigade de sapeurs-pompiers de Paris et de la Section pompiers de Canjuers) ainsi qu'à la gendarmerie nationale, à la police nationale et aux pompiers des Services départementaux d'incendie et de secours Pour l'Armée de terre - l'infanterie - l'arme blindée et cavalerie - l'artillerie - le génie - les troupes de marine - l'infanterie de marine - l'artillerie de marine - le train - les transmissions - le matériel - la légion étrangère - la brigade de sapeurs-pompiers de Paris - l'ALAT Aviation Légère de l'Armée de Terre - le Commandement de l'entrainement et des écoles du combat interarmes Mais aussi les services interarmées - le SEO Service de l’Energie Opérationnelle - le SIMu Service Interarmées de Munitions - le SSA Service de Santé des Armées - le COM LOG COMmandement de la LOGistique - le COM MF COMmandement de la Maintenance des Forces                                                                           |
| VUL Trafic Véhicule Utilitaire Léger                                  | France                         | Véhicule utiltaire léger non protégé 4X2 Plusieurs modèles et versions - transport de personnel - transport cynophile - transport de matériel - circulation - dépannage routier - atelier - aide à l'avitaillement en carburant pour les aéronefs de l'ALAT et de l'Armée de l'air et de l'espace - évacuation sanitaire - premiers secours et incendie - etc. Et d'autres versions en dotation avec différents modèles de remorques et matériels tractés Aérotransportable par l'Airbus A400M et CN-235                                                                                  | Trafic III Armée de Terre                                    | Fabriqué par Renault - Trafic modifié Nombreux livrés dès 2011 à l'Armée française, aux pompiers militaires de l'Armée de terre française (Brigade de sapeurs-pompiers de Paris et de la Section pompiers de Canjuers) ainsi qu'à la gendarmerie nationale, à la police nationale et aux pompiers des Services départementaux d'incendie et de secours Pour l'Armée de terre - l'infanterie - l'arme blindée et cavalerie - l'artillerie - le génie - les troupes de marine - l'infanterie de marine - l'artillerie de marine - le train - les transmissions - le matériel - la légion étrangère - la brigade de sapeurs-pompiers de Paris - l'ALAT Aviation Légère de l'Armée de Terre Mais aussi les services interarmées - le SEO Service de l’Energie Opérationnelle - le SIMu Service Interarmées de Munitions - le SSA Service de Santé des Armées - le COM LOG COMmandement de la LOGistique - le COM MF COMmandement de la Maintenance des Forces - le Commandement de l'entrainement et des écoles du combat interarmes                                                                                     |
| VUL Kangoo Véhicule Utilitaire Léger                                  | France                         | Véhicule utiltaire léger non protégé 4X2 Plusieurs modèles et versions - transport de personnel - transport cynophile - transport de matériel - circulation - dépannage routier - atelier - évacuation sanitaire - premiers secours et incendie - etc. Et d'autres versions en dotation avec différents modèles de remorques et matériels tractés Aérotransportable par l'Airbus A400M et CN-235 | Kangoo circulation                                           | Fabriqué par Renault - Kangoo modifié Nombreux livrés dès 2016 à l'Armée française, aux pompiers militaires de l'Armée de terre française (Brigade de sapeurs-pompiers de Paris et de la Section pompiers de Canjuers) ainsi qu'à la gendarmerie nationale, à la police nationale et aux pompiers des Services départementaux d'incendie et de secours Pour l'Armée de terre - l'infanterie - l'arme blindée et cavalerie - l'artillerie - le génie - les troupes de marine - l'infanterie de marine - l'artillerie de marine - le train - les transmissions - le matériel - la légion étrangère - la brigade de sapeurs-pompiers de Paris - l'ALAT Aviation Légère de l'Armée de Terre Mais aussi les services interarmées - le SEO Service de l’Energie Opérationnelle - le SIMu Service Interarmées de Munitions - le SSA Service de Santé des Armées - le COM LOG COMmandement de la LOGistique - le COM MF COMmandement de la Maintenance des Forces - le Commandement de l'entrainement et des écoles du combat interarmes                                                                                     |

### Véhicules du SSA Service de Santé des Armées
| Nom                                                             | Origine            | Type | Photo                           | Remarques |
| Véhicules blindés                                               | Véhicules blindés  | Véhicules blindés | Véhicules blindés               | Véhicules blindés |
| --------------------------------------------------------------- | ------------------ | --- | ------------------------------- | --- |
| VBMR Griffon SAN Véhicule Blindé Multi Rôle Griffon SANté       | France             | Véhicule militaire blindé armé 6X6 l'évacuation sanitaire Aérotransportable par l'Airbus A400 |                                 | Fabriqué par Nexter, Arquus,Thales et MBDA 196 Griffon SAN à livrer dès 2025 VBMR Griffon modifié - moteur D8 Volvo de 400 cv - lance-grenades automatique 40 mm - fumigènes Galix - Protections balistique, anti-mines, engin explosif improvisé (EEI), incendie, risques nucléaires, radiologiques, biologiques et chimiques (NRBC) - TTOP Tourelleau Télé-OPéré avec mitrailleuses Browning M2 de calibre 12,7 mm OTAN (T1) ou FN MAG calibre 7,62 mm OTAN (T2) - SICS : Système d’Information du Combat de SCORPION - CONTACT : COmmunications Numérisées TACTiques déplacés sur ensemble porte char avec semi-remorques PEBS Pour - le SSA service interarmées - le Régiment médical au camp de La Valbonne dans l'Ain - le Commandement de l'entrainement et des écoles du combat interarmes Destinés aux Équipes Paramédicales Mobiles EPM et Escouades d’Evacuation Sanitaire EES |
| VBMR-L Serval SAN Véhicule Blindé Multi Rôle Léger Serval SANté | France             | Véhicule blindé armé 4x4, pour l'évacuation sanitaire Aérotransportable par l'Airbus A400 |                                 | Fabriqué par Nexter, Arquus,Thales et MBDA 135 Serval SAN à livrer dès 2025 VBMR-L Serval modifié - moteur Cummins ISLE 8.9L de 375 cv - lance-grenades automatique 40 mm - fumigènes Galix - Protections balistique, anti-mines, engin explosif improvisé (EEI), incendie, risques nucléaires, radiologiques, biologiques et chimiques (NRBC) - TTOP Tourelleau Télé-OPéré avec mitrailleuses Browning M2 de calibre 12,7 mm OTAN (T1) ou mitrailleuses FN MAG calibre 7,62 mm OTAN (T2) - SICS : Système d’Information du Combat de SCORPION - CONTACT : COmmunications Numérisées TACTiques déplacés sur ensemble porte char avec semi-remorques PEBS Pour - le SSA service interarmées - le Commandement de l'entrainement et des écoles du combat interarmes Destinés aux équipes médicales mobiles                                                                                  |
| VAB SAN Véhicule de l'Avant Blindé SANté                        | France             | Véhicule militaire blindé armé 4x4, pour l'évacuation sanitaire Aérotransportable par l'Airbus A400M | VAB SAN                         | Fabriqué par Nexter, Arquus,Thales et MBDA - VAB modifié - Mitrailleuses Browning M2 de calibre 12,7 mm OTAN ou FN MAG calibre 7,62 mm OTAN Modernisés dès 2019 en VAB SAN EVOL CIED avec surblindage et protection contre les mines et les EEI déplacés sur ensemble porte char avec semi-remorques Pour - le SSA service interarmées - Régiment médical au camp de La Valbonne dans l'Ain - le Commandement de l'entrainement et des écoles du combat interarmes |
| 4X4 et 4X2 non protégés                                         |                    | |                                 | |
| VLTT SAN Defender Véhicule Léger Tout Terrain SANté             | Royaume-Uni France | Véhicule utiltaire léger non protégé 4x4 3 empattements : 90, 110 et 130 ; et plusieurs versions Pour - évacuation sanitaire - premiers secours et incendie - Assistance aux victimes - NBC - etc. Et d'autres versions en dotation avec différents modèles de remorques et matériels tractés Aérotransportable par l'Airbus A400M et CN-235 |                                 | Fabriqué par Land Rover - Defender 90 Td5 et Td4 modifiés - Defender 110 Td5 et Td4 modifiés - Defender 130 Td5 et Td4 modifiés Nombreux livrés dès 2010 à l'Armée française et aux pompiers militaires de l'Armée de terre française (Brigade de sapeurs-pompiers de Paris et de la Section pompiers de Canjuers) ainsi qu'à la gendarmerie nationale, à la police nationale et aux pompiers des Services départementaux d'incendie et de secours Pour - le SSA service interarmées - le Commandement de l'entrainement et des écoles du combat interarmes |
| VLNP-SAN Ranger Véhicule Léger Non Protégé - SANté              | États-Unis France  | Véhicule utiltaire léger non protégé 4x4, SANté pour l'évacuation sanitaire Aérotransportable par l'Airbus A400M et CN-235 |                                 | Fabriqué par Ford et modifié par BSE - Ranger " Phase IV" Diesel 4-cyl. biturbo EcoBlue 170/205 modifié 103 à livrer dès 2025 Ils sont similaires dans leurs modifications aux VLNP-SAN Ranger déjà livrés à l'Armée de l'air et de l'espace en 2020 Pour - le SSA service interarmées - le Commandement de l'entrainement et des écoles du combat interarmes |
| VUL SAN Sprinter 4X4 Véhicule Utilitaire Léger SANté            | Allemagne France   | Véhicule utiltaire léger non protégé 4x4 Pour - évacuation sanitaire - premiers secours et incendie - Assistance aux victimes - NBC - etc. Plusieurs versions en dotation avec différents modèles de remorques et matériels tractés Aérotransportable par l'Airbus A400M et CN-235                                                           | Sprinter 4x4 · Sprinter pompier | Fabriqué par Mercedes et Gruau - Sprinter 4X4 modifié Nombreux livrés dès 2017 à l'Armée française et aux pompiers militaires de l'Armée de terre française (Brigade de sapeurs-pompiers de Paris et de la Section pompiers de Canjuers) ainsi qu'à la gendarmerie nationale, à la police nationale et aux pompiers des Services départementaux d'incendie et de secours Pour - le SSA service interarmées - le Commandement de l'entrainement et des écoles du combat interarmes |
| VUL SAN Master Véhicule Utilitaire Léger SANté                  | France             | Véhicule utiltaire léger non protégé 4X2 Pour - évacuation sanitaire - premiers secours et incendie - Assistance aux victimes - NBC - etc. Plusieurs versions en dotation avec différents modèles de remorques et matériels tractés Aérotransportable par l'Airbus A400M et CN-235                                                           |                                 | Fabriqué par Renault - Master modifié Nombreux livrés à l'Armée française et aux pompiers militaires de l'Armée de terre française (Brigade de sapeurs-pompiers de Paris et de la Section pompiers de Canjuers) ainsi qu'à la gendarmerie nationale, à la police nationale et aux pompiers des Services départementaux d'incendie et de secours Pour - le SSA service interarmées - le Commandement de l'entrainement et des écoles du combat interarmes |

### Motos, buggys, quads et fardiers
| Nom            | Origine           | Type | Photo | Remarques |
| -------------- | ----------------- | --- | ----- | --- |
| M-RZR Razor    | États-Unis France | Buggy 4X4 Aérotransportable par l'Airbus A400M et CN-235, aérolarguable et héliportable                             |       | Fabriqué par Polaris, modifé par RPM et Thales - Modèle M-RZR Razor modifié Livrés dès 2019 - SICS : Système d’Information du Combat de SCORPION - CONTACT : COmmunications Numérisées TACTiques Intégré à la Force Scorpion Pour - le CAST : Commandement des Actions Spéciales Terre (employés par les services interarmées du COS : Commandement des Opérations Spéciales et/ou de la DRM : Direction du Renseignement Militaire) - le Commandement de l'entrainement et des écoles du combat interarmes |
| MV 850         | États-Unis France | Quad tout terrain 4X4 Aérotransportable par l'Airbus A400M et CN-235, aérolarguable et héliportable                 |       | Fabriqué par Polaris et modifié par Thales - Modèle MV850 modifié - SICS : Système d’Information du Combat de SCORPION - CONTACT : COmmunications Numérisées TACTiques Livrés dès 2019 Pour - le CAST : Commandement des Actions Spéciales Terre (employés par les services interarmées du COS : Commandement des Opérations Spéciales et/ou de la DRM : Direction du Renseignement Militaire) - le Commandement de l'entrainement et des écoles du combat interarmes |
| Sportsman 700  | États-Unis France | Quad tout terrain 4X4 Aérotransportable par l'Airbus A400M et CN-235, aérolarguable et héliportable                 |       | Fabriqué par Polaris et modifié par Thales - Modèle Sportsman 700 modifié - SICS : Système d’Information du Combat de SCORPION - CONTACT : COmmunications Numérisées TACTiques Livrés dès 2019 Pour - le CAST : Commandement des Actions Spéciales Terre (employés par les services interarmées du COS : Commandement des Opérations Spéciales et/ou de la DRM : Direction du Renseignement Militaire) - le Commandement de l'entrainement et des écoles du combat interarmes |
| Rider          | France            | fardier tout-terrain 4X4 avec remorque Aérotransportable par l'Airbus A400M et CN-235,aérolarguable et héliportable |       | Fabriqué par Unac - 300 fardiers pour tracter un mortier 120MM RT de 120 mm aérotransportable par l'Airbus A400M et CN-235, aérolarguable et héliportable - 172 remorques Livrés dès 2023 Objectif : tous à livrer pour 2030 Equipés de deux FN MAG calibre 7,62 mm OTAN - SICS : Système d’Information du Combat de SCORPION - CONTACT : COmmunications Numérisées TACTique - 120 fardiers (et nombreuses remorques) pour le CAST : Commandement des Actions Spéciales Terre (employés par les services interarmées du COS : Commandement des Opérations Spéciales et/ou de la DRM : Direction du Renseignement Militaire) et pour le Commandement de l'entrainement et des écoles du combat interarmes - 180 fardiers (et nombreuses remorques) pour la 11e brigade parachutiste Plusieurs seront équipés du système BUTHUS (" panier lance roquettes " avec des munitions FZ275 LGR de 70 mm de Thales) qui sont testés et évalués dès 2024 par la DGA et la STAT |
| XTZ 660 Ténéré | Japon France      | trail moto tout terrain Aérotransportable par l'Airbus A400M et CN-235,aérolarguable et héliportable                |       | Fabriquée par Yamaha - XTZ 660 Ténéré modifiée Livrées dès 2015 Pour - le Commandement de l'entrainement et des écoles du combat interarmes - le COM LOG |
| LMX 161        | France            | Moto électrique tout terrain aérotransportable par l'Airbus A400M et CN-235, aérolarguable et héliportable          |       | Fabriqué par LMX Bikes, testé et évalué dès 2024 par la DGA et la STAT - Modèle LMX 161 modifié - Système CONTACT : COmmunications Numérisées TACTiques Pour - le CAST : Commandement des Actions Spéciales Terre (employés par les services interarmées du COS : Commandement des Opérations Spéciales et/ou de la DRM : Direction du Renseignement Militaire) - le Commandement de l'entrainement et des écoles du combat interarmes |

### Artillerie et défense anti-aérienne
| Nom | Origine                                              | Type | Photo                                                | Remarques |
| Canons et lances roquette autoportés de l'Artillerie                                                                            | Canons et lances roquette autoportés de l'Artillerie | Canons et lances roquette autoportés de l'Artillerie | Canons et lances roquette autoportés de l'Artillerie | Canons et lances roquette autoportés de l'Artillerie |
| --- | ---------------------------------------------------- | --- | ---------------------------------------------------- | --- |
| CAESAR Camion Équipé d'un Système d'ARtillerie                                                                                  | France                                               | Canon automoteur Calibre 155 mm - Camion protégé armé 6x6 Aérotransportable par l'Airbus A400M |                                                      | Canon et système fabriqué par Nexter;Thales et MBDA, sur un camion 6x6 Sherpa 10 modifié d'Arquus 77 exemplaires livrés dès 2008 - Cabine protégée et moteur 215 cv - Mitrailleuses Browning M2 de calibre 12,7 mm OTAN ou FN MAG calibre 7,62 mm OTAN - SICS : Système d’Information du Combat de SCORPION - CONTACT : COmmunications Numérisées TACTiques - ATLAS : Automatisation des Tirs et Liaisons de l’Artillerie Sol/sol Déplacé sur ensemble porte char avec semi-remorques PEBS ( Dès 2024, 55000 nouveaux obus de calibre 155 mm fabriqués par Nexter, à livrer à l'Armée de terre française ) Pour - l'artillerie - le Commandement de l'entrainement et des écoles du combat interarmes |
| CAESAR NG (ou CAESAR Mk2) Camion Équipé d'un Système d'ARtillerie Nouvelle Génération                                           | France                                               | Canon automoteur Calibre 155 mm - Camion blindé armé 6x6 Aérotransportable par l'Airbus A400M | CAESAR Mk2                                           | Canon et système fabriqué par Nexter,Thales et MBDA, sur un camion 6x6 Armis modifié d'Arquus Version blindée du CAESAR 109 CAESAR NG commandés en 2023, à livrer dès 2026 3 CAESAR NG testés et évalués dès 2024 par la DGA et par la STAT - Cabine blindée et nouveau moteur D8 Volvo de 460 cv - SICS : Système d’Information du Combat de SCORPION - CONTACT : COmmunications Numérisées TACTiques - ATLAS : Automatisation des Tirs et Liaisons de l’Artillerie Sol/sol - brouilleur anti-IED BARAGE de Thales - Mitrailleuses Browning M2 de calibre 12,7 mm OTAN ou FN MAG calibre 7,62 mm OTAN - Conduite de tirs assistée par intelligence artificielle Déplacé sur ensemble porte char avec semi-remorques PEBS Pour - l'artillerie - 40e régiment d'artillerie (40e RA) - Suippes - 54e régiment d'artillerie (54e RA) - Hyères - 68e régiment d'artillerie d'Afrique (68e RAA) - Camp de la Valbonne - 93e régiment d'artillerie de montagne (93e RAM) - Varces-Allières-et-Risset - 35e régiment d'artillerie parachutiste (35e RAP) - Tarbes - 1er régiment d'artillerie de marine (1er RAMa) - Guer - 3e régiment d'artillerie de marine (3e RAMa) - Canjuers - 11e régiment d'artillerie de marine (11e RAMa) - Saint-Aubin-du-Cormier - le Commandement de l'entrainement et des écoles du combat interarmes |
| AMX AuF1 AMX Automoteur F1 | France                                               | Canon automoteur Calibre 155 mm blindé et armé |                                                      | Fabriqué et modernisé par Nexter, Arquus, Thales et MBDA - Canon automoteur Calibre 155 mm - Mitrailleuses Browning M2 de calibre 12,7 mm OTAN ou FN MAG calibre 7,62 mm OTAN - SICS : Système d’Information du Combat de SCORPION - CONTACT : COmmunications Numérisées TACTiques - ATLAS : Automatisation des Tirs et Liaisons de l’Artillerie Sol/sol - Moteur Renault-Mack E9 de 750 ch Déplacé sur ensemble porte char avec semi-remorques Pour - l'artillerie - 40e régiment d'artillerie de Suippes - le Commandement de l'entrainement et des écoles du combat interarmes |
| LRU Lance-Roquettes Unitaire | États-Unis France                                    | Lance-roquettes multiple blindé, armé et modifié |                                                      | Basé sur le M270 de 700 cv. - LRM Lance-roquettes multiple modifié en LRU Lance-Roquettes Unitaire par Krauss-Maffei Wegmann, Sagem, Airbus Space Systems et Thales en 2014 - Modernisé par Nexter et MBDA en 2023 - Mitrailleuses Browning M2 de calibre 12,7 mm OTAN ou FN MAG calibre 7,62 mm OTAN - SICS : Système d’Information du Combat de SCORPION - CONTACT : COmmunications Numérisées TACTiques - ATLAS : Automatisation des Tirs et Liaisons de l’Artillerie Sol/sol Déplacé sur ensemble porte char avec semi-remorques Pour - l'artillerie - le 1er régiment d'artillerie à Bourogne - le Commandement de l'entrainement et des écoles du combat interarmes |
| Mortiers tractés et autoportés                                                                                                  |                                                      | |                                                      | |
| VBMR Griffon MEPAC Véhicule Blindé Multi Rôle Griffon Mortier Embarqué Pour l'Appui au Contact                                  |                                                      | Véhicule militaire blindé armé 6X6 équipé d'un mortier 2R2M de 120 mm embarqué et protégé à l'intérieur de la caisse arrière Aérotransportable par l'Airbus A400M |                                                      | Fabriqué par Nexter, Arquus,Thales et MBDA 54 Griffon MEPAC à livrer dès 2025 VBMR Griffon modifié - moteur D8 Volvo de 400 cv - lance-grenades automatique 40 mm - fumigènes Galix - Protections balistique, anti-mines, engin explosif improvisé (EEI), incendie, risques nucléaires, radiologiques, biologiques et chimiques (NRBC) - 2R2M Rifled, Recoiled, Mounted Mortar, avec 40 obus embarqués - TTOP Tourelleau Télé-OPéré avec mitrailleuses Browning M2 de calibre 12,7 mm OTAN (T1) ou FN MAG calibre 7,62 mm OTAN (T2) - SICS : Système d’Information du Combat de SCORPION - CONTACT : COmmunications Numérisées TACTiques - ATLAS : Automatisation des Tirs et Liaisons de l’Artillerie Sol/sol Déplacé sur ensemble porte char avec semi-remorques PEBS Pour - le 11e régiment d'artillerie de marine (11e RAMa) - Saint-Aubin-du-Cormier qui a reçu les 8 premiers exemplaires dès 2025 - l'artillerie - le Commandement de l'entrainement et des écoles du combat interarmes |
| VBMR-L Serval TM 120 Véhicule Blindé Multi Rôle Léger ServalVéhicule Blindé Multi Rôle Léger Serval Tracteur de Mortier 120 mm  | France                                               | Véhicule militaire blindé armé 4x4 tractant un mortier 120MM RT de 120 mm Aérotransportable par l'Airbus A400M |                                                      | Fabriqué par Nexter, Arquus et Thales Plusieurs Serval TM 120 à livrer dès 2025 VBMR-L Serval modifié - moteur Cummins ISLE 8.9L de 375 cv - lance-grenades automatique 40 mm - fumigènes Galix - Protections balistique, anti-mines, engin explosif improvisé (EEI), incendie, risques nucléaires, radiologiques, biologiques et chimiques (NRBC) - TTOP Tourelleau Télé-OPéré avec mitrailleuses Browning M2 de calibre 12,7 mm OTAN (T1) ou mitrailleuse FN MAG calibre 7,62 mm OTAN (T2) - SICS : Système d’Information du Combat de SCORPION - CONTACT : COmmunications Numérisées TACTiques 120MM RT - mortier aérotransportable par l'Airbus A400M et CN-235, aérolarguable et héliportable Déplacé sur ensemble porte char avec semi-remorques PEBS Pour - l'artillerie - l'infanterie - le Commandement de l'entrainement et des écoles du combat interarmes |
| VAB VTM 120 Véhicule de l'Avant Blindé Véhicule Tracteur de Mortier 120 mm                                                      | France                                               | Véhicule militaire blindé armé 4x4 tractant un mortier 120MM RT de 120 mm Aérotransportable par l'Airbus A400M |                                                      | Fabriqué par Nexter, Arquus et Thales VAB modifié - Mitrailleuses Browning M2 de calibre 12,7 mm OTAN ou FN MAG calibre 7,62 mm OTAN 120MM RT - mortier aérotransportable par l'Airbus A400M et CN-235, aérolarguable et héliportable Déplacé sur ensemble porte char avec semi-remorques Pour - l'artillerie - l'infanterie - le Commandement de l'entrainement et des écoles du combat interarmes |
| Véhicules d'observation pour l'artillerie                                                                                       |                                                      | |                                                      | |
| VAB OBS Véhicule de l'Avant Blindé d'OBServation                                                                                | France                                               | Véhicule militaire blindé armé 4x4 observateur d'artillerie militaire, chargé de diriger les tirs d'artillerie et de mortier sur une cible Peut être un contrôleur aérien avancé Aérotransportable par l'Airbus A400M                                                                                |                                                      | Fabriqué par Nexter, Arquus et Thales VAB modifié - caméra CCD - caméra thermique CASTOR - télémètre laser - système de localisation NSM20 - postes de communication TTO ATLAS et PR4G - Circulaire avec mitrailleuses Browning M2 de calibre 12,7 mm OTAN ou FN MAG calibre 7,62 mm OTAN Déplacé sur ensemble porte char avec semi-remorques Pour - l'artillerie - le Commandement de l'entrainement et des écoles du combat interarmes |
| VBMR Griffon VOA Véhicule Blindé Multi Rôle Griffon Véhicule d'Observation d'Artillerie                                         | France                                               | Véhicule militaire blindé armé 6X6 observateur d'artillerie militaire, chargé de diriger les tirs d'artillerie et de mortier sur une cible Peut être un contrôleur aérien avancé Version technologiquement la plus complexe et la plus couteuse des VBMR Griffon Aérotransportable par l'Airbus A400 |                                                      | Fabriqué par Nexter, Arquus,Thales, MBDA et CIPAS 117 à livrer dès 2024 Les premiers ont été livrés aux - 3e régiment d'artillerie de marine (3e RAMa) - 11e régiment d'artillerie de marine (11e RAMa) VBMR Griffon modifié - moteur D8 Volvo de 400 cv - lance-grenades automatique 40 mm - fumigènes Galix - Protections balistique, anti-mines, engin explosif improvisé (EEI), incendie, risques nucléaires, radiologiques, biologiques et chimiques (NRBC) - boule optronique Euroflir 410 montée sur mât - viseur Paseo et navigateur inertiel Sigma 20 - radar Murin - TTOP Tourelleau Télé-OPéré avec mitrailleuses Browning M2 de calibre 12,7 mm OTAN (T1) ou FN MAG calibre 7,62 mm OTAN (T2) - SICS : Système d’Information du Combat de SCORPION - CONTACT : COmmunications Numérisées TACTiques - Doté de la liaison ATLAS Déplacé sur ensemble porte char avec semi-remorques PEBS Pour - l'artillerie - le Commandement de l'entrainement et des écoles du combat interarmes |
| VBMR-L Serval VOA Véhicule Blindé Multi Rôle Griffon Véhicule d'Observation d'Artillerie                                        | France                                               | Véhicule militaire blindé armé 4x4 observateur d'artillerie militaire, chargé de diriger les tirs d'artillerie et de mortier sur une cible Peut être un contrôleur aérien avancé Aérotransportable par l'Airbus A400M                                                                                |                                                      | Fabriqué par Nexter, Arquus,Thales, MBDA et CIPAS A livrer dès 2025 VBMR-L Serval modifié - moteur Cummins ISLE 8.9L de 375 cv - lance-grenades automatique 40 mm - fumigènes Galix - Protections balistique, anti-mines, engin explosif improvisé (EEI), incendie, risques nucléaires, radiologiques, biologiques et chimiques (NRBC) - TTOP Tourelleau Télé-OPéré avec mitrailleuses Browning M2 de calibre 12,7 mm OTAN (T1) ou FN MAG calibre 7,62 mm OTAN (T2) - SICS : Système d’Information du Combat de SCORPION - CONTACT : COmmunications Numérisées TACTiques Déplacé sur ensemble porte char avec semi-remorques PEBS - Pour transporter une équipe d’observateurs avancés » [JTAC – Joint Terminal Attack controller] et assurer les « communications entre les moyens engagés au sol et les capacités d’appui aérien Pour - l'artillerie - le Commandement de l'entrainement et des écoles du combat interarmes |
| Lances missiles courte et moyenne portée autoportés                                                                             |                                                      | |                                                      | |
| V3P Véhicule Porteur Polyvalent PAMELA                                                                                          | Suède France                                         | Camion léger de 14 tonnes double cabine protégée 4x4 équipé d'un poste de tir lance Missile Mistral Aérotransportable par l'Airbus A400M |                                                      | Fabriqué par Scania, Thales et MBDA 50 exemplaires à livrer dès 2025 Scania VRP modifié - Moteur de 310 cv et boîte robotisée à 14 vitesses - Double cabine et ses quatre sièges suspendus - poste de tir Missile Mistral - Poste ER 315 (PR4G) complémentaire au lanceur Missile Mistral - Mitrailleuses Browning M2 de calibre 12,7 mm OTAN ou FN MAG calibre 7,62 mm OTAN Déplacé sur ensemble porte-char avec semi-remorques PEBS Pour - l'artillerie - l'infanterie - le Commandement de l'entrainement et des écoles du combat interarmes |
| VLRA PAMELA Véhicule de Liaison, de Reconnaissance et d'Appui Plate forme d’Adaptation Mistral Equipée Légère Aérotransportable | France                                               | Camion léger armé non protégé 4x4 équipé d'un poste de tir lance Missile Mistral Aérotransportable par l'Airbus A400M |                                                      | Fabriqué par Nexter, Arquus, Thales et MBDA VLRA 4X4 TPK 4 - poste de tir Missile Mistral - Mitrailleuses Browning M2 de calibre 12,7 mm OTAN ou FN MAG calibre 7,62 mm OTAN Déplacé sur ensemble porte char avec semi-remorques Pour - l'artillerie - l'infanterie - le Commandement de l'entrainement et des écoles du combat interarmes |
| Sherpa MPCV Multi Purpose Combat Vehicle                                                                                        | France                                               | Camion léger armé protégé 4x4 équipé d'un poste de tir lance Missile Mistral Aérotransportable par l'Airbus A400M |                                                      | Fabriqué par Nexter, Arquus, Thales et MBDA Livrés dès 2011 Sherpa modifié - poste de tir Missile Mistral télé-opéré - Mitrailleuses Browning M2 de calibre 12,7 mm OTAN ou FN MAG calibre 7,62 mm OTAN Déplacé sur ensemble porte char avec semi-remorques Pour - le 54e régiment d'artillerie à Hyères - le Commandement de l'entrainement et des écoles du combat interarmes |
| Systèmes anti aériens autoportés                                                                                                |                                                      | |                                                      | |
| VAB T20/13 Véhicule de l'Avant Blindé Tourelle 20 mm                                                                            | France                                               | Véhicule militaire blindé 4x4 équipé d'un canon mitrailleur de calibre 20 mm antiaérien assisté par radar Aérotransportable par l'Airbus A400M |                                                      | Fabriqué par Nexter, Arquus et Thales VAB modifié - canon de 20 mm modèle F2 - Circulaire avec mitrailleuses Browning M2 de calibre 12,7 mm OTAN ou FN MAG calibre 7,62 mm OTAN Déplacé sur ensemble porte char avec semi-remorques Pour - l'artillerie - l'infanterie - Le Commandement de l'entrainement et des écoles du combat interarmes |
| VBMR-L Serval DSA Véhicule Blindé Multi Rôle Léger Serval Défense Sol-Air                                                       | France                                               | Véhicule militaire blindé 4x4 équipé d'un tourelleau télé-opéré lance Missile Mistral Aérotransportable par l'Airbus A400M |                                                      | Fabriqué par Nexter, Arquus,Thales et MBDA Conception dès 2025 par la DGA et la STAT 30 Serval DSA à livrer dès 2027 VBMR-L Serval modifié - moteur Cummins ISLE 8.9L de 375 cv - lance-grenades automatique 40 mm - fumigènes Galix - Protections balistique, anti-mines, engin explosif improvisé (EEI), incendie, risques nucléaires, radiologiques, biologiques et chimiques (NRBC) - TTOP Tourelleau Télé-OPéré ATLAS RC avec mitrailleuses Browning M2 de calibre 12,7 mm OTAN (T1) ou FN MAG calibre 7,62 mm OTAN (T2) - poste de tir Missile Mistral télé-opéré - SICS : Système d’Information du Combat de SCORPION - CONTACT : COmmunications Numérisées TACTiques Déplacé sur ensemble porte char avec semi-remorques PEBS Pour - l'artillerie - l'infanterie - le Commandement de l'entrainement et des écoles du combat interarmes |
| Systèmes anti drones autoportés                                                                                                 |                                                      | |                                                      | |
| VAB ARLAD Véhicule de l'Avant Blindé Adaptation Réactive pour la Lutte Anti-Drones                                              | France                                               | Véhicule militaire blindé 4x4 équipé d'un lance-grenades de 40 mm assisté par radar Aérotransportable par l'Airbus A400M |                                                      | Fabriqué par Nexter, Arquus, Thales, Heckler & Koch, FLIR et MC2 Technologies 12 livrés en 2024 VAB modifié - Radar de détection anti drone - Lance-grenade 40 mm - Circulaire avec mitrailleuses Browning M2 de calibre 12,7 mm OTAN - Intégré au programme LAD Lutte Anti Drone Déplacé sur ensemble porte char avec semi-remorques Pour - l'infanterie - le Commandement de l'entrainement et des écoles du combat interarmes |
| VBMR-L Serval LAD Véhicule Blindé Multi Rôle Léger Serval Lutte Anti Drones                                                     | France                                               | Véhicule militaire blindé 4x4 équipé d'un lance-grenades de 40 mm assisté par radar Aérotransportable par l'Airbus A400M |                                                      | Fabriqué par Nexter, Arquus, Thales, Heckler & Koch, FLIR et MC2 Technologies Conception dès 2025 par la DGA et la STAT 24 Serval LAD à livrer dès 2027 VBMR-L Serval modifié - moteur Cummins ISLE 8.9L de 375 cv - lance-grenades automatique 40 mm - fumigènes Galix - Protections balistique, anti-mines, engin explosif improvisé (EEI), incendie, risques nucléaires, radiologiques, biologiques et chimiques (NRBC) - Radar de détection anti drone - TTOP Tourelleau Télé-OPéré ARX 30 (canon 30M781 de 30 mm) - Circulaire avec mitrailleuses Browning M2 de calibre 12,7 mm OTAN ou FN MAG calibre 7,62 mm OTAN - kit anti-IED BARAGE - SICS : Système d’Information du Combat de SCORPION - CONTACT : COmmunications Numérisées TACTiques - Intégré au programme LAD Lutte Anti Drone Déplacé sur ensemble porte char avec semi-remorques PEBS Pour - l'infanterie - le Commandement de l'entrainement et des écoles du combat interarmes |
| Proteus | France                                               | Camion léger armé non protégé 4x4 TRM 2000 équipé d'un canon de 20 mm modèle F2 Aérotransportable par l'Airbus A400M |                                                      | Fabriqué par Nexter, Arquus, Thales et MBDA 50 exemplaires ( Standard 2 ) à livrer pour 2026 à l'Armée française - Camion TRM 2000 - canon de 20 mm modèle F2 ( canon sur affut tracté 53T2 ) - Radar de détection anti drone - kit anti-IED BARAGE - SICS : Système d’Information du Combat de SCORPION - CONTACT : COmmunications Numérisées TACTiques - Intégré au programme LAD Lutte Anti Drone Livré au 35e régiment d'artillerie parachutiste et servir à la formation des instructeurs du 17e régiment d'artillerie |

### Véhicules, systèmes et équipements duGénie, duTrainet duMatériel
| Nom                                                                           | Origine                                 | Type | Photo                                                                      | Remarques |
| ----------------------------------------------------------------------------- | --------------------------------------- | --- | -------------------------------------------------------------------------- | --- |
| EBG VULCAIN Engin Blindé du Génie                                             | France                                  | Char lourd, blindé, armé du génie militaire | EBG VAL                                                                    | Fabriqué par Nexter, Arquus et Thales Livré dès 2006 - Lame, grue (pinces / godets) et treuils - TTOP Tourelleau Télé-OPéré mitrailleuses Browning M2 de calibre 12,7 mm OTAN ou FN MAG calibre 7,62 mm OTAN - SICS : Système d’Information du Combat de SCORPION - CONTACT : COmmunications Numérisées TACTiques Déplacé sur ensemble porte char avec semi-remorques Pour - le Génie - le Commandement de l'entrainement et des écoles du combat interarmes Dès 2024, modernisé au " standard Vulcain "                                                                                                |
| SPDMAC VULCAIN Système de Déminage Pyrotechnique pour Mines Anti Char VULCAIN | France Fichier:Flag of Israel.svgIsraël | Char lourd, blindé, armé, protégé contre les mines et les EEI du génie militaire pour le déminage | EBG SPDMAC VAL                                                             | Fabriqué par Nexter, Arquus et Thales Livrés dès 2008 - EBG équipé d'un lanceur israélien CARPET de 20 roquettes - Lame, grue (pinces / godets) et treuils - TTOP Tourelleau Télé-OPéré mitrailleuses Browning M2 de calibre 12,7 mm OTAN ou FN MAG calibre 7,62 mm OTAN - SICS : Système d’Information du Combat de SCORPION - CONTACT : COmmunications Numérisées TACTiques Déplacé sur ensemble porte char avec semi-remorques Pour - le Génie - le Commandement de l'entrainement et des écoles du combat interarmes Dès 2024, modernisé au " standard Vulcain "                                    |
| MADEZ MAtériel de DEminage de Zone                                            | France                                  | Chenillard compact, blindé pourvu d'un fléau Protégé contre les mines et les EEI, du génie militaire pour le déminage Aérotransportable par l'Airbus A400M et CN-235, aérolarguable et héliportable                                 |                                                                            | Fabriqué par AARDVARK Matériel de type JSFU (Joint Service Flail Unit) Système d'ouverture d'itinéraires minés 8 livrés dans les années 2000 - déplacé sur camion porteur ou remorque tractée Pour - le Génie - le Commandement de l'entrainement et des écoles du combat interarmes |
| SDZ Système de Déminage de Zone                                               | France                                  | Chenillard téléopéré, compact, blindé, pourvu d'un fléau Protégé contre les mines et les EEI, du génie militaire pour le déminage Aérotransportable par l'Airbus A400M et CN-235, aérolarguable et héliportable                     |                                                                            | Fabriqué par CEFA Système d'ouverture d'itinéraires minés 10 livrés dès 2017 - SDZ - SICS : Système d’Information du Combat de SCORPION - CONTACT : COmmunications Numérisées TACTiques Déplacé sur camion porteur ou remorque tractée Pour - le Génie - le Commandement de l'entrainement et des écoles du combat interarmes |
| LEMIR LEurre Massique Infra Rouge                                             | France                                  | Matériel du génie militaire anti-EEI Aérotransportable par l'Airbus A400M |                                                                            | Fabriqué par ECA Détecteur de mines et EEI Système d'ouverture d'Itinéraires minés - VAB - Système LEMIR - Mitrailleuses Browning M2 de calibre 12,7 mm OTAN ou FN MAG calibre 7,62 mm OTAN Déplacé sur ensemble porte char avec semi-remorques Pour - le Génie - le Commandement de l'entrainement et des écoles du combat interarmes |
| SOUVIM 2 Système d'OUVerture d'Itinéraires Minés modèle 2                     | France                                  | Ensemble de Véhicules militaires blindés lourds modulaires du génie militaire protégés contre les mines et les EEI 4x4 Ensemble d'engins composé de VDM, VTR et RDM (1,2 et 3) Aérotransportable par l'Airbus A400M                 | SOUVIM 2                                                                   | Fabriqué par MBDA et SERA Détecteur de mines et EEI - Système d'ouverture d'Itinéraires minés 8 livrés dès 1999 - SICS : Système d’Information du Combat de SCORPION - CONTACT : COmmunications Numérisées TACTiques Déplacé sur ensemble porte char avec semi-remorques Pour - le Génie - le Commandement de l'entrainement et des écoles du combat interarmes |
| VDM Véhicule de Détection Multifonctions                                      | France                                  | Ensemble de Véhicules militaires blindés lourds modulaires du génie militaire protégés contre les mines et les EEI 4x4 Avec remorque déclencheuse de mines (RDM 1) Pour le SOUVIM 2 Aérotransportable par l'Airbus A400M            | VDM                                                                        | Fabriqué par MBDA Détecteur de mines et EEI - Système d'ouverture d'Itinéraires minés - SICS : Système d’Information du Combat de SCORPION - CONTACT : COmmunications Numérisées TACTiques Déplacé sur ensemble porte char avec semi-remorques Pour - le Génie - le Commandement de l'entrainement et des écoles du combat interarmes |
| VTR Véhicule Tracteur de Remorques                                            | France                                  | Ensemble de Véhicules militaires blindés lourds modulaires du génie militaire protégés contre les mines et les EEI 4x4 Avec remorques déclencheuses de mines (RDM 2 et RDM 3) Pour le SOUVIM 2 Aérotransportable par l'Airbus A400M |                                                                            | Fabriqué par MBDA Détecteur de mines et EEI - Système d'ouverture d'Itinéraires minés - SICS : Système d’Information du Combat de SCORPION - CONTACT : COmmunications Numérisées TACTiques Déplacé sur ensemble porte char avec semi-remorques - le Génie - le Commandement de l'entrainement et des écoles du combat interarmes |
| Buffalo MPCV Buffalo Mine Protected Clearance Vehicule                        | États-Unis                              | Véhicule militaire blindé armé, protégé contre les mines et les EEI, 6x6 du génie militaire pour le déminage Aérotransportable par l'Airbus A400M                                                                                   |                                                                            | Fabriqué par Force Protection Inc Système d'ouverture d'Itinéraires minés 5 livrés dès 2008 - Mitrailleuses Browning M2 de calibre 12,7 mm OTAN ou FN MAG calibre 7,62 mm OTAN - SICS : Système d’Information du Combat de SCORPION - CONTACT : COmmunications Numérisées TACTiques Déplacé sur ensemble porte char avec semi-remorques Pour - le Génie - le Commandement de l'entrainement et des écoles du combat interarmes |
| PFM F2 Pont Flottant Motorisé modèle F2                                       | France                                  | Pont flottant motorisé, du génie militaire Aérotransportable par l'Airbus A400M - 2 modules MCL40 pour 1 PFM F2, 1 module MCL40 de 10 mètres de long, est transporté sur un ensemble porte chars                                    |                                                                            | Fabriqué par CNIM Systèmes Industriels Bac pour le franchissement des fleuves - 12 PFM F2 livrés dès 2020, soit 24 modules MCL40 sur 24 ensembles porte chars avec semi-remorques Pour - le Génie - le Commandement de l'entrainement et des écoles du combat interarmes |
| EFA F2 Engin de Franchissement de l'Avant F2                                  | France                                  | Véhicule lourd protégé amphibie 4x4 du génie militaire Aérotransportable par l'Airbus A400M | EFA F2                                                                     | Fabriqué par Cefa Bac automoteur pour le franchissement des fleuves et rivières - SICS : Système d’Information du Combat de SCORPION - CONTACT : COmmunications Numérisées TACTiques Déplacé sur ensemble porte char avec semi-remorques Modernisés au standard F2 en 2019 Pour - le Génie - le Commandement de l'entrainement et des écoles du combat interarmes |
| Vedette de Pontage modèle F2                                                  | France                                  | Vedette d'appui au déploiement de l'EFA F2 Aérotransportable par l'Airbus A400M | Vedette de Pontage F2 sur ensemble porte char 6X4                          | Fabriquée par Cefa 8 livrées dès 2014 Vedette d'appui au déploiement des EFA F2 pour le franchissement des fleuves et rivières Déplacées sur ensemble porte chars 6x4 avec semi-remorque Pour - le Génie - le Commandement de l'entrainement et des écoles du combat interarmes |
| SPRAT Système de Pose RApide de Travures                                      | France                                  | Véhicule militaire blindé 10X10 du génie militaire, déplacés sur ensemble porte char avec semi-remorques PEBS | SPRAT                                                                      | Fabriqué par CNIM Systèmes Industriels 10 livrés entre 2011 et 2013 Pont mobile pour le franchissement de coupures sèches et humides - Tourelleau Télé-Opéré TTOP avec mitrailleuses Browning M2 de calibre 12,7 mm OTAN ou FN MAG calibre 7,62 mm OTAN - SICS : Système d’Information du Combat de SCORPION - CONTACT : COmmunications Numérisées TACTiques Modernisés dès 2024 Pour - le Génie - le Commandement de l'entrainement et des écoles du combat interarmes |
| MATS Matériel d'Amélioration de la Traficabilité des Sols                     | France                                  | Matériel d'amélioration de la traficabilité des sols du génie militaire Aérotransportable par l'Airbus A400M | MATS sur TRM 10000                                                         | Système MATS adapté sur camion porteur lourd 6X6 ou 8X8 Pour - le Génie et le matériel - le Commandement de l'entrainement et des écoles du combat interarmes |
| D6                                                                            | États-Unis                              | Engin lourd non protégé du génie militaire - Bulldozer lourd Aérotransportable par l'Airbus A400M | Bulldozer D6 sur ensemble porte char PEB, avec camion tracteur 6x4 Scania. | Fabriqué par Caterpillar - modèle D6N XL modifié - déplacé sur ensemble porte char avec semi-remorque 40 livrés dès 2011 Pour le Génie et le matériel |
| PR724                                                                         | Allemagne                               | Engin lourd non protégé du génie militaire - Bulldozer lourd Aérotransportable par l'Airbus A400M |                                                                            | Fabriqué par Liebherr - modèle PR724 modifié - déplacé sur ensemble porte char avec semi-remorque Pour le Génie et le matériel |
| EGAME Engin du Génie d’AMÉnagement                                            | France                                  | Engin lourd non protégé 4X4 du génie militaire - Bulldozer sur pneu 4x4 Aérotransportable par l'Airbus A400M | EGAME sur remorque tractée                                                 | Fabriqué par Unac Engin polyvalent pour divers outils Livrés dès 2008 - déplacés sur ensemble porte char avec semi-remorque ou remorque tractée Pour le Génie et le matériel |
| EMAD Engin Multifonctions d'Aide au Déploiement.                              | France                                  | Engin léger non protégé du génie militaire sur pneu - Compact, polyvalent et modulaire (chargeur et pelle mécanique hydraulique) Aérotransportable par l'Airbus A400M et CN-235, aérolarguable et héliportable                      | EMAD                                                                       | Fabriqué par Heulotte - Pinguely. 80 livrés dès 1995 Modèle - Telescopelle TM50 - déplacé sur camion porteur ou remorque tractée Pour le Génie et le matériel |
| TNA Tracteur Niveleur Aérolargable                                            | France                                  | Engin non protégé du génie militaire - Bulldozer compact Aérotransportable par l'Airbus A400M et CN-235, aérolarguable et héliportable                                                                                              | TNA sur camion porteur                                                     | Fabriqué par Unac - TNA - déplacé sur ensemble porte char avec semi-remorque ou remorque tractée 6 livrés dès 2015 au 17e RGP Pour le Génie |
| CX 210D                                                                       | Italie                                  | Engin lourd non protégé du génie militaire - Pelle mécanique hydraulique lourde sur chenilles Aérotransportable par l'Airbus A400M                                                                                                  | Case CX210B                                                                | Fabriqué par Case - modèle CX 210D modifié - déplacé sur ensemble porte char avec semi-remorque ou remorque tractée Pour le Génie et le matériel |
| 317                                                                           | États-Unis                              | Engin lourd non protégé du génie militaire - Pelle mécanique hydraulique sur chenilles Aérotransportable par l'Airbus A400M | Pelle hydraulique 317 sur remorque tractée                                 | Fabriqué par Caterpillar - modèle 317 modifié - déplacé sur ensemble porte char avec semi-remorque ou remorque tractée Pour le Génie et le matériel |
| 315 M                                                                         | États-Unis                              | Engin lourd non protégé du génie militaire - Pelle mécanique hydraulique intermédiaire sur pneu 4x4 Aérotransportable par l'Airbus A400M                                                                                            | Pelle hydraulique intermédiaire sur pneu 4x4, 315 M                        | Fabriqué par Caterpillar - modèle 315 M modifié - déplacé sur ensemble porte char avec semi-remorques ou remorque tractée Pour le Génie et le matériel |
| 20TRR                                                                         | France                                  | Engin lourd non protégé du génie militaire - Pelle mécanique hydraulique sur pneu Rail-Route 4x4 Aérotransportable par l'Airbus A400M                                                                                               |                                                                            | Fabriqué par Unac - 20TRR - déplacé sur ensemble porte char avec semi-remorque ou remorque tractée 2 livrés Pour le Génie et le matériel |
| U400                                                                          | France Allemagne                        | Engin lourd non protégé du génie militaire - Camion 4X4 modifié en locotracteur Rail-Route Aérotransportable par l'Airbus A400M |                                                                            | Fabriqué par Mercedes et modifié par CMAR - Unimog modifié capable de tracter une rame ferroviaire de mille tonnes 9 livrés dès 2014 Pour le Génie, le Train et le matériel |
| EGRAP Engin du Génie RApide de Protection                                     | Royaume-Uni                             | Engin lourd non protégé du génie militaire - Tractopelle 4x4 Aérotransportable par l'Airbus A400M | EGRAP sur remorque tractée                                                 | Fabriqué par JCB 140 livrés dès 2009 - déplacés sur ensemble porte char avec semi-remorque ou remorque tractée Pour le Génie et le matériel |
| 821C                                                                          | Italie                                  | Engin lourd non protégé 4x4 du génie militaire - Chargeur sur pneus lourd 4x4 Aérotransportable par l'Airbus A400M |                                                                            | Fabriqué par Case - modèle 821C modifié - déplacé sur ensemble porte char avec semi-remorque ou remorque tractée Pour le Génie et le matériel |
| TC 910 Tracteur Chargeur 910                                                  | États-Unis                              | Engin lourd 4X4 non protégé du génie militaire - Chargeur sur pneus Aérotransportable par l'Airbus A400M et aérolarguable | TC 910 sur camion porteur Renault G290                                     | Fabriqués par Caterpillar - TC 910 - déplacés sur ensemble porte char avec semi-remorque ou remorque tractée Pour le Génie et le matériel |
| F 106.7                                                                       | Italie                                  | Engin lourd non protégé du génie militaire Aérotransportable par l'Airbus A400M - Niveleuse : long châssis articulé à six roues avec une lame de grande largeur en position ventrale                                                | Niveleuse                                                                  | Fabriquées par New Holland - F 106.7 modifiées - déplacé sur ensemble porte char avec semi-remorque ou remorque tractée Pour le Génie et le matériel |
| 122H                                                                          | Allemagne                               | Engin lourd non protégé du génie militaire - Recycleur et stabilisateur de sol : concassage et stabilisation des sols Aérotransportable par l'Airbus A400M                                                                          | Recycleur Bomag                                                            | Fabriqués par Bomag - 122H modifiés - déplacés sur ensemble porte char avec semi-remorque ou remorque tractée Pour le Génie et le matériel |
| Rouleau compresseur                                                           | Allemagne                               | Engin lourd non protégé du génie militaire - Rouleau compresseur Aérotransportable par l'Airbus A400M | Rouleau compresseur sur remorque tractée                                   | Fabriqués par Bomag - déplacés sur ensemble porte char avec semi-remorque ou remorque tractée Pour le Génie et le matériel |
| DB260                                                                         | Italie                                  | Engin léger non protégé du génie militaire Auto Bétonnière Aérotransportable par l'Airbus A400M | Auto bétonnière DB260 sur semi remorque PEBS                               | Fabriqué par FIORI Group - DB260 Livré dès 2012 - déplacée sur ensemble porte char avec semi-remorque ou remorque tractée Pour le Génie et le matériel |
| 160 C2                                                                        | France                                  | Engin non protégé du génie militaire Aérotransportable par l'Airbus A400M et aérolarguable - Chenillard équipé d'un broyeur à fléau pour le débroussaillage                                                                         |                                                                            | Fabriqué par Unac - modèle 160 C2 modifié - déplacé sur ensemble porte char avec semi-remorque ou remorque tractée Pour le Génie et le matériel |
| LTM 1055                                                                      | Allemagne                               | Engin lourd non protégé du génie militaire - Grue automotrice polyvalente lourde 6x4 Aérotransportable par l'Airbus A400M | Grue automotrice Liebherr                                                  | Fabriquée par Liebherr - Modèle LTM 1055-3.1 modifié 50 livrés Jusqu'à 55 tonnes de levage Pour le Génie, le Train et le matériel |
| LTM 1100                                                                      | Allemagne                               | Engin lourd non protégé du génie militaire - Grue automotrice polyvalente lourde 8x8 |                                                                            | Fabriquée par Liebherr - Modèle LTM 1100-4.2 modifié Livrées dès 2019 Jusqu'à 100 tonnes de levage Pour le Génie, le Train et le matériel |
| Valmet T2                                                                     | France                                  | Engin lourd non protégé du génie militaire - Chariot élévateur lourd Aérotransportable par l'Airbus A400M | TD1612 Valmet                                                              | Fabriqué par Valmet - Modèle TD1612 modifié - Modèle TD1612HS modifié Déplacé sur ensemble porte char avec semi-remorque ou remorque tractée Pour le Génie, le Train et le matériel |
| CEL Chariot Elévateur Lourd                                                   | France                                  | Engin lourd non protégé 4x4 du génie militaire - Chariot télescopique lourd Aérotransportable par l'Airbus A400M | Chariot télescopique lourd                                                 | Fabriqué par Manitou - Modèle MHT-X10180 modifié Livré dès 2020 - déplacé sur ensemble porte char avec semi-remorque ou remorque tractée Pour le Génie, le Train et le matériel |
| MLT 940                                                                       | France                                  | Engin moyen non protégé 4x4 du génie militaire - Chariot télescopique moyen Aérotransportable par l'Airbus A400M |                                                                            | Fabriqué par Manitou - Modèle MLT 940 modifié Livré dès 2020 - déplacé sur ensemble porte char avec semi-remorque ou remorque tractée Pour le Génie, le Train et le matériel |
| MLT 625                                                                       | France                                  | Engin moyen non protégé 4x4 du génie militaire - Chariot télescopique léger Aérotransportable par l'Airbus A400M | MLT 625                                                                    | Fabriqué par Manitou - Modèle MLT 625 modifié Livré dès 2020 - déplacé sur ensemble porte char avec semi-remorque ou remorque tracté Pour le Génie, le Train et le matériel |
| SAEP NG Système d’Appui à l’Engagement Parachutiste de Nouvelle Génération    | France                                  | Engin léger compacte, non protégé du génie militaire sur pneu Aérotransportable par l'Airbus A400M, aérolarguable et héliportable                                                                                                   |                                                                            | 12 commandés en 2022 à Unac À livrer dès 2025 - Engins de travaux publics pour rendre opérationnels des terrains d’atterrissage sommaires - 3 modèles : 12 commandés répartis en - 3 Chargeur sur pneus 4x4 - 6 Tombereau 4x4 - 3 Rouleau compresseur - Intégré à la Force Scorpion Pour le Génie |
| GLD F2 Groupe Léger de Décontamination modèle F2                              | France                                  | Camion non protégé 6x6 pour la décontamination contre la contamination NRBC Nucléaire, Radiologique, Bactériologique ou Chimique Aérotransportable par l'Airbus A400M                                                               | VLRA 6X6 NBC F2                                                            | Fabriqué par Arquus - VLRA 6X6 TPK 6 torpedo modifié Système de décontamination nucléaire, bactériologique ou chimique du personnel et des matériels - Circulaire avec mitrailleuses Browning M2 de calibre 12,7 mm OTAN ou FN MAG calibre 7,62 mm OTAN Pour - l'Escadron de sécurité incendie et de sauvetage et aux pompiers militaire de l'Armée de terre française (Brigade de sapeurs-pompiers de Paris et de la Section pompiers de Canjuers) - Le Commandement de l'entrainement et des écoles du combat interarmes                                                                              |
| CERPE Centre de Reconditionnement du PErsonnel                                | France                                  | Camion non protégé 6x4 avec container pour la décontamination de 50 personnes par heure en combinaison NRBC Nucléaire, Radiologique, Bactériologique ou Chimique Aérotransportable par l'Airbus A400M                               | Renault K 380 porteur 6x4 avec container CERPE                             | Fabriqué par Arquus - Modèle Renault Truck K380 6X4 porteur modifié - containers 20 pieds K20 CERPE Système de décontamination approfondie nucléaire, bactériologique ou chimique du personnel et des matériels - SICS : Système d’Information du Combat de SCORPION - CONTACT : COmmunications Numérisées TACTiques Pour - l'Escadron de sécurité incendie et de sauvetage et aux pompiers militaire de l'Armée de terre française (Brigade de sapeurs-pompiers de Paris et de la Section pompiers de Canjuers) et aux pompiers - le Commandement de l'entrainement et des écoles du combat interarmes |
| FEM Barracuda Filets de camouflagE Multispectral Barracuda                    | France Suède                            | filets de camouflage - 3 tailles - 4 types d’environnements : Europe du nord, Europe du sud, neige et désert Aérotransportable par l'Airbus A400M et CN-235, aérolarguable et héliportable                                          |                                                                            | Fabriqués par Saab et Solarmtex 3000 exemplaires livrés dès 2024 Programme FENRIR : Filet EcraN Radar-IR Avec des performances dans le domaine visible, proche infrarouge, infrarouge thermique et radar |
| STEM Station de Traitement de l'Eau Mobile                                    | France                                  | Ensemble de matériels permettant de délivrer jusqu’à 6 m3 d’eau potable par heure selon la source (eaux douces, eaux salées) Aérotransportable par l'Airbus A400M et CN-235, aérolarguable et héliportable                          |                                                                            | - STEM Mise en œuvre sur tous les types de théâtres d’opération Manutention avec chariot élévateur sur camion porteur ou wagon avec conteneur de 20 pieds |
| RD-3.000 Remorque Douches 3000                                                | France                                  | Permet de satisfaire, en 2 heures, aux besoins d'hygiène corporelle de 150 hommes Aérotransportable par l'Airbus A400M et CN-235, aérolarguable et héliportable                                                                     |                                                                            | Fabriqué par SERT Monté sur remorque tout chemin tractée - RD-3.000 |
| ETRAC 150 Élément Tracté de RéchauffAge et de Cuisson 150                     | France                                  | Ensembles de matériels permettant à assurer la restauration de 150 ou 500 personnes Aérotransportable par l'Airbus A400M et CN-235, aérolarguable et héliportable                                                                   |                                                                            | Fabriqué par SERT Monté sur remorque tout chemin tractée 2 modèles - CR 150 - CR 500 |
| UMBC 1000 H Unité Mobile de Boulangerie de Campagne 1000 Hommes               | France                                  | Ensemble de matériels permettant à assurer une production autonome de 400 kg de pain cuit de 250 et 400 g en 8 heures Aérotransportable par l'Airbus A400M et CN-235, aérolarguable et héliportable                                 |                                                                            | - UMBC 1000 H Mise en œuvre sur tous types de théâtres d’opération Manutention avec chariot élévateur sur camion porteur ou wagon avec conteneur de 20 pieds pieds |
| Conteneur ou container                                                        | Chine                                   | Conçu pour le transport de matériels et équipements par différents modes de transport Aérotransportable par l'Airbus A400M |                                                                            | Fabriqués par CIMC et Singamas Livrés à l'Armée française Déplacé sur ensemble porte char avec semi-remorque, sur camion porteur ou remorque tractée - longueur de 20 pieds (6,058 m) ou 40 pieds (12,192 m) - largeur de 8 pieds (2,438 m) - hauteur de 8,5 pieds (2,591 m) Si le conteneur « classique » est le plus répandu, il existe des conteneurs spécialisés : réfrigérés, ventilés, déshumidifiés, avec un réservoir de carburant, à munitions, à vêtements, sans toit, pliants, plats, citernes, etc.                                                                                         |

### Camions, véhicules et équipements pour la logistique
| Nom | Origine                               | Type | Photo | Remarques |
| camions tactiques de l'Armée de Terre                                                                  | camions tactiques de l'Armée de Terre | camions tactiques de l'Armée de Terre | camions tactiques de l'Armée de Terre | camions tactiques de l'Armée de Terre |
| --- | ------------------------------------- | --- | --- | --- |
| TRM 10000 Toutes Roues Motrices 10000                                                                  | France                                | Camion lourd porteur remorqueur 6X6 tactique 3 modèles - Torpédo - Cabine tôlée non protégée - Cabine blindée Plusieurs versions - transport de personnel - transport de matériel - transport de munitions - grue - dépannage - citerne pour carburants - atelier - plateau et grue hydraulique - plateau déposable - porte shelter - porte conteneur - benne - dérouleur de tapis anti enlisement - etc. Et d'autres versions en dotation avec différents modèles de remorques et matériels tractés Aérotransportable par l'Airbus A400M | TRM 10000 grue · TRM 10000 Torpedo dérouleur de tapis anti enlisement · TRM 10000 plateau déposable · TRM 10000 citerne de carburant · TRM 10000 Torpedo plateau avec citerne souple | Fabriqué, modifié et entretenu par Arquus Livrés dès 1987 Modernisé par Arquus dès 2021 - TRM 10000 modifiés - Torpédo - Cabine tôlée non protégée - Cabine blindée Plusieurs équipés de circulaires avec mitrailleuses Browning M2 de calibre 12,7 mm OTAN ou FN MAG calibre 7,62 mm OTAN Moteur Renault MIDS 06.20.45 Diesel à six cylindres en ligne Pour - l'infanterie - l'arme blindée et cavalerie - l'artillerie - le génie - les troupes de marine - l'infanterie de marine - l'artillerie de marine - le train - les transmissions - le matériel - l'aviation légère de l'Armée de terre - la légion étrangère - le Commandement de l'entrainement et des écoles du combat interarmes Mais aussi les services interarmées - le SEO Service de l’Énergie Opérationnelle - le SIMu Service Interarmées de Munitions - le COS Commandement des Opérations Spéciales |
| GBC 180                                                                                                | France                                | Camion lourd porteur remorqueur 6X6 tactique 2 modèles - Cabine tôlée non protégée - Torpédo Plusieurs versions - transport de personnel - transport de matériel - transport de munitions - plateau et grue hydraulique - plateau - porte shelter - citerne pour carburants - atelier - dépannage - etc. Et d'autres versions en dotation avec différents modèles de remorques et matériels tractés Aérotransportable par l'Airbus A400M | GBC 180 porte shelter · GBC 180 dépannage · GBC 180 plateau et grue hydraulique · GBC 180 transport de personnel ou de matériel                                                      | Fabriqué, modifié et entretenu par Arquus Livrés de 1996 à 2008 Modernisés par Arquus dès 2021 (au rythme de 120 camions chaque année) - GBC 180 Cabine tôlée non protégée - GBC 180 Torpedo Plusieurs équipés de circulaires avec mitrailleuses Browning M2 de calibre 12,7 mm OTAN ou FN MAG calibre 7,62 mm OTAN Pour - l'infanterie - l'arme blindée et cavalerie - l'artillerie - le génie - les troupes de marine - l'infanterie de marine - l'artillerie de marine - le train - les transmissions - le matériel - l'aviation légère de l'Armée de terre - la légion étrangère - le Commandement de l'entrainement et des écoles du combat interarmes Mais aussi les services interarmées - le SEO Service de l’Énergie Opérationnelle - le SIMu Service Interarmées de Munitions - le COS Commandement des Opérations Spéciales |
| GBC Sherpa 5 ADR                                                                                       | France                                | Camion lourd porteur remorqueur 6X6 tactique 2 modèles - GBC ADR TOL - Cabine tôlée non protégée - GBC ADR CAB - Cabine blindée Plusieurs versions - transport de personnel - transport de matériel - transport de munitions - plateau et grue hydraulique - plateau déposable - porte shelter - citerne pour carburants - atelier - dépannage - etc. Et d'autres versions en dotation avec différents modèles de remorques et matériels tractés Aérotransportable par l'Airbus A400M | GBC Sherpa ADR transport de personnel · GBC Sherpa ADR citerne pour carburants CCPTA                                                                                                 | Fabriqué, modifié et entretenu par Arquus Livrés dès 2008 - GBC ADT TOL sur base de Sherpa 5 modifié avec cabine tôlée non protégée - GBC ADT CAB sur base de Sherpa 5 modifié avec cabine blindée Plusieurs équipés de circulaires avec mitrailleuses Browning M2 de calibre 12,7 mm OTAN ou FN MAG calibre 7,62 mm OTAN Pour - l'infanterie - l'arme blindée et cavalerie - l'artillerie - le génie - les troupes de marine - l'infanterie de marine - l'artillerie de marine - le train - les transmissions - le matériel - l'aviation légère de l'Armée de terre - la légion étrangère - le Commandement de l'entrainement et des écoles du combat interarmes Mais aussi les services interarmées - le SEO Service de l’Énergie Opérationnelle - le SIMu Service Interarmées de Munitions - le COS Commandement des Opérations Spéciales |
| Camion Renault Truck K - porteur remorqueur - porteur                                                  | France                                | Camion lourd non protégé (plusieurs types de châssis et de moteurs) - porteur et porteur remorqueur 6x6, 6x4, 4X4 et 4x2 Plusieurs versions - benne - plateau et grue hydraulique - porte conteneur - plateau déposable - porte shelter - citerne pour carburants - premiers secours et incendie - etc. Et d'autres versions en dotation avec différents modèles de remorques et matériels tractés Aérotransportable par l'Airbus A400M | | Fabriqué, modifié et entretenu par Arquus Modèles Renault Truck K modifiés Livrés dès 2021 à l'Armée française, aux pompiers militaires de l'Armée de terre française (Brigade de sapeurs-pompiers de Paris et de la Section pompiers de Canjuers) et aux pompier Plusieurs équipés de circulaires avec mitrailleuses Browning M2 de calibre 12,7 mm OTAN ou FN MAG calibre 7,62 mm OTAN - SICS : Système d’Information du Combat de SCORPION - CONTACT : COmmunications Numérisées TACTiques Pour - l'infanterie - l'arme blindée et cavalerie - l'artillerie - le génie - les troupes de marine - l'infanterie de marine - l'artillerie de marine - le train - les transmissions - le matériel - l'aviation légère de l'Armée de terre - la légion étrangère - le Commandement de l'entrainement et des écoles du combat interarmes Mais aussi les services interarmées - le SEO Service de l’Énergie Opérationnelle - le SIMu Service Interarmées de Munitions - le COS Commandement des Opérations Spéciale |
| Camion MAN - tracteur routier pour semi-remorque - porteur - porteur remorqueur                        | Allemagne France                      | Camion lourd non protégé (plusieurs types de châssis et de moteurs) - porteur et remorqueur 6X6, 6x4, 4X4 et 4x2 - tracteur routier 6X4 et 4X2 Et d'autres versions en dotation avec différents modèles de remorques et semi-remorques et matériels tractés Aérotransportable par l'Airbus A400M | MAN camion porteur 6x6 | Fabriqué, modifié et entretenu par MAN Livrés à l'Armée française, aux pompiers militaires de l'Armée de terre française (Brigade de sapeurs-pompiers de Paris et de la Section pompiers de Canjuers) et aux pompier dès 2021 Plusieurs équipés de circulaires avec mitrailleuses Browning M2 de calibre 12,7 mm OTAN ou FN MAG calibre 7,62 mm OTAN - SICS : Système d’Information du Combat de SCORPION - CONTACT : COmmunications Numérisées TACTiques Pour - l'infanterie - l'arme blindée et cavalerie - l'artillerie - le génie - les troupes de marine - l'infanterie de marine - l'artillerie de marine - le train - les transmissions - le matériel - l'aviation légère de l'Armée de terre - la légion étrangère - le Commandement de l'entrainement et des écoles du combat interarmes Mais aussi les services interarmées - le SEO Service de l’Énergie Opérationnelle - le SIMu Service Interarmées de Munitions - le COS Commandement des Opérations Spéciales |
| VLRA Véhicule de Liaison de Reconnaissance et d'Appui                                                  | France                                | Camion porteur non protégé 4x4 et 6X6 tactique 2 modèles - VLRA 6X6 TPK 6 (plusieurs types de châssis et d'aménagements) - Torpedo - Cabine tôlée non protégée - VLRA 4X4 TPK 4 (plusieurs types de châssis et d'aménagements) - Torpedo - Cabine non protégée Plusieurs versions : - transport de personnel - transport de matériel - transport de munitions - affut - citerne - porte shelter - atelier - opérations des Forces Spéciales - premiers secours et incendie - évacuation sanitaire - aide à l'avitaillement en carburant pour les aéronefs de l'ALAT et de l'Armée de l'air et de l'espace - dépannage - etc. Et d'autres versions en dotation avec différents modèles de remorques et matériels tractés Aérotransportable par l'Airbus A400M, aérolarguable et héliportable | VLRA 6X6 Torpedo porte shelter · VLRA 6X6 transport de matériel · VLRA 4X4 porte shelter · VLRA 4x4 transport de personnel                                                           | Fabriqué et modernisé par Arquus dès 2021 Nombreux livrés à l'Armée française, aux pompiers militaires de l'Armée de terre française (Brigade de sapeurs-pompiers de Paris et de la Section pompiers de Canjuers) ainsi qu'à la gendarmerie nationale, à la police nationale et aux pompiers des Services départementaux d'incendie et de secours modèles VLRA modifiés - VLRA 6X6 TPK 6 - Cabine Torpedo - Cabine non protégée - VLRA 4X4 TPK 4 - Cabine Torpedo - Cabine non protégée Plusieurs équipés de circulaires avec mitrailleuses Browning M2 de calibre 12,7 mm OTAN ou FN MAG calibre 7,62 mm OTAN Intégrés au programme Félin Pour - l'infanterie - l'arme blindée et cavalerie - l'artillerie - le génie - les troupes de marine - l'infanterie de marine - l'artillerie de marine - le train - les transmissions - le matériel - l'aviation légère de l'Armée de terre - la légion étrangère - le Commandement de l'entrainement et des écoles du combat interarmes - le CAST : Commandement des Actions Spéciales Terre (employés par les services interarmées du COS : Commandement des Opérations Spéciales ; et/ou de la DRM : Direction du Renseignement Militaire) - le Commandement de l'entrainement et des écoles du combat interarmes Mais aussi les services interarmées - le SEO Service de l’Energie Opérationnelle - le SIMu Service Interarmées de Munitions Déplacé sur ensemble porte char avec semi-remorques |
| TRM 2000 Toutes Roues Motrices 2000                                                                    | France                                | Camion porteur non protégé 4X4 tactique Plusieurs versions avec différents modèles de remorques et matériels tractés Aérotransportable par l'Airbus A400M | | Fabriqué par Renault Truck Nombreux livrés dès les années 90 à l'Armée française, aux pompiers militaires de l'Armée de terre française (Brigade de sapeurs-pompiers de Paris et de la Section pompiers de Canjuers) ainsi qu'à la gendarmerie nationale, à la police nationale et aux pompiers des Services départementaux d'incendie et de secours 200 exemplaires revalorisés par Arquus entre 2021 et 2024 - TRM 2000 modifié - SICS : Système d’Information du Combat de SCORPION - CONTACT : COmmunications Numérisées TACTiques - Plusieurs équipés de circulaires avec mitrailleuses Browning M2 de calibre 12,7 mm OTAN ou FN MAG calibre 7,62 mm OTAN Dès 2025, exclusivement en dotation dans les départements et régions d'outre-mer |
| Camions logistiques et véhicules spécifiques du Génie, du Train, du Matériel et pour différentes Armes |                                       | | | |
| Camion Scania - porteur - porteur remorqueur - tracteur routier pour semi-remorque                     | Suède France.                         | Camion lourd du génie militaire protégé ou non (plusieurs types de châssis et de moteurs) - porteur et porteur remorqueur 6X6, 6x4, 4X4 et 4x2 - tracteur routier 6X6, 6X4 et 4X2 Et d'autres versions en dotation avec différents modèles de remorques et semi-remorques tractées, et matériels tractés Aérotransportable par l'Airbus A400M | Scania P340 camion porteur 6X4 benne · Scania camion tracteur 6X4 | Fabriqué par Scania - porteur 6X4 - P340 modifié - porteur remorqueur 6X6 - R420CB modifié - tracteur routier 6x4 pour semi-remorque - 144C modifié - porteur et porteur remorqueur 4x2 Nombreux livrés à l'Armée française et aux pompiers militaires de l'Armée de terre française (Brigade de sapeurs-pompiers de Paris et de la Section pompiers de Canjuers) et aux pompiers |
| Camion Renault Truck Kerax - porteur - porteur remorqueur                                              | France                                | Camion lourd du génie militaire protégé ou non (plusieurs types de châssis et de moteurs) - porteur et porteur remorqueur 8X4, 6X6, 6x4, 4X4 et 4x2 - tracteur routier 6X6, 6X4 et 4X2 Plusieurs versions - benne - plateaux et grue hydraulique - porte conteneur - plateau déposable - porte shelter - porte char - semi-remorque - citerne pour carburants - premiers secours et incendie - etc. Et d'autres versions en dotation avec différents modèles de remorques et semi-remorques tractées, et matériels tractés Aérotransportable par l'Airbus A400M | Kerax 420 8X4 porteur tracteur et remorque · Kerax 450 6X4 plateau et remorque · Kerax 420 8X4 benne et remorque · Kerax 4X2 premiers secours et incendie                            | Fabriqués par Renault Truck Livrés dès 2008 Camions Renault Truck Kerax modifiés - Kerax 460 8x4 - porteur - Kerax 420 8x4 - porteur - Kerax 450 6x4 - porteur - porteur remorqueur - tracteurs routier pour semi-remorque - Kerax 370 6x6 - porteur - porteur remorqueur - Kerax 270 4x4 - porteur - Kerax 270 4X2 - porteur - tracteur routier pour semi-remorque Nombreux livrés à l'Armée française et aux pompiers militaires de l'Armée de terre française (Brigade de sapeurs-pompiers de Paris et de la Section pompiers de Canjuers) et aux pompiers |
| Camion Renault Truck C 380 Porteur remorqueur                                                          | France                                | Camion porteur remorqueur 6X4 lourd non protégé du COM LOG et remorque tractée Aérotransportable par l'Airbus A400M | | Fabriqués par Renault Truck - C380 ADR modifiés Commandés et livrés dès 2015 Pour le COM LOG |
| PPLOG Porteur Polyvalent LOGistique                                                                    | Italie France                         | Camion 8X8 lourd, armé porteur remorqueur lourd, de transport de matériels par conteneurs ou sur plateaux déposables Avec ou sans remorque tractée 2 modèles - PPLOG NP Non Protégé - PPLOG DP Dispositif de Protection Aérotransportable par l'Airbus A400M | PPLOG DP · PPLOG NP et remorque tractée | Fabriqué par Iveco et modifié par Soframe 850 livrés dès 2013 - Iveco Astra ACTL 8x8 porteur modifié - équipé de mitrailleuses Browning M2 de calibre 12,7 mm OTAN ou FN MAG calibre 7,62 mm OTAN sur circulaire - Intégré au programme Félin Pour le COM LOG COMmandement de la LOGistique - 121e régiment du train (121e RT) de Linas-Montlhéry ; - 503e régiment du train (503e RT) de Nîmes ; - 511e régiment du train (511e RT) d'Auxonne ; - 515e régiment du train (515e RT) de Brie-La Braconne ; - 516e régiment du train (516e RT) de Toul ; - 519e régiment du train (519e RT) de Toulon ; - Régiment médical (RMED) de La Valbonne ; - 14e régiment d'infanterie et de soutien logistique parachutiste (14e RISLP) de Toulouse. |
| camions tracteurs pour le transport routier du Génie, du Train, du Matériel et autres Armes            |                                       | | | |
| TRM 700/100 Toutes Roues Motrices, 700 cv / 100 tonnes                                                 | France                                | Camion tracteur routier 6X6 pour semi-remorque EPB, EPC et PEBS 2 versions - cabine non protégée - cabine blindée Aérotransportable par l'Airbus A400M | | Fabriqué par Arquus Livrés dès 1995 Modernisé par Arquus dès 2021 - TRM 700/100 tracteur routier pour semi-remorque EPC, EPB et PEBS - Nombreux équipés de mitrailleuses Browning M2 de calibre 12,7 mm OTAN ou FN MAG calibre 7,62 mm OTAN sur circulaire - Moteur Renault MIDS 06.20.45 Diesel à six cylindres en ligne Pour - le COM LOG COMmandement de la LOGistique |
| Camion Renault Truck T 520 - tracteur routier pour semi-remorque                                       | France                                | Camion tracteur routier 6X4 non protégé pour semi-remorque EPB, EPC et PEBS Aérotransportable par l'Airbus A400M | | Fabriqués par Renault Truck Livrés dès 2016 - Renault Truck T6X4 de 520 cv modifié Pour - le COM LOG COMmandement de la LOGistique |
| Camion Renault Truck C T6X4 Tracteur routier pour semi-remorque                                        | France                                | Camion tracteur routier 6X4 non protégé pour semi-remorque EPB, EPC et PEBS Aérotransportable par l'Airbus A400M | Renault Truck C camion tracteur routier 6x4 et semi remorque citerne. | Fabriqués par Renault Truck 40 livrés dès 2022 - Renault Truck C T6X4 de 520 cv modifiés - tracteur routier pour semi-remorque EPC, EPB et PEBS Pour le COM LOG COMmandement de la LOGistique |
| TRPC50T TRacteur Porte Char 50 Tonnes                                                                  | Finlande                              | Camion tracteur routier 6X4 non protégé pour semi-remorque EPB, EPC et PEBS Aérotransportable par l'Airbus A400M | | Fabriqués par Sisu - Modèle E-tech 480 modifiés - tracteur routier modifié pour semi-remorque EPC, EPB et PEBS Pour - le COM LOG COMmandement de la LOGistique |
| Camion Renault Truck T 430 tracteur routier pour semi-remorque                                         | France                                | Camion tracteur routier 4X2 non protégé pour différents types semi-remorques Aérotransportable par l'Airbus A400M | | Fabriqués par Renault Truck 46 livrés dès 2022 - Renault Truck T430 4x2 modifié - tracteur routier pour semi-remorque Pour - le COM LOG COMmandement de la LOGistique |
| Semi-remorques, portes Chars, du Génie, du Train, du Matériel et autres Armes                          |                                       | | | |
| PEBS Porte Engin Blindé Surbaissé                                                                      | France                                | Semi-remorque surbaissée pour ensemble porte char, pour le transport des véhicules blindés lourds (Leclerc, EBG VAL ou VBCI), des blindés de très hauts gabarits (Griffon,Jaguar ou Serval) à l'aide d'un camion tracteur routier lourd 6X6 ou 6X4 du COM LOG Aérotransportable par l'Airbus A400M | \| | Fabriquées par Louault - semi-remorque surbaissée à 3 essieux d'une capacité de 50 tonnes 200 livrées dès 2022 Tractées par camion tracteur routier pour semi-remorques - Renault Truck K 6X4 de 520 cv modifié - Renault Truck T6X4 de 520 cv modifié - Camion MAN 6X4 modifié - Scania 6x4 modifié Pour le COM LOG COMmandement de la LOGistique - 121e régiment du train (121e RT) de Linas-Montlhéry ; - 503e régiment du train (503e RT) de Nîmes ; - 511e régiment du train (511e RT) d'Auxonne ; - 515e régiment du train (515e RT) de Brie-La Braconne ; - 516e régiment du train (516e RT) de Toul ; - 519e régiment du train (519e RT) de Toulon ; - Régiment médical (RMED) de La Valbonne ; - 14e régiment d'infanterie et de soutien logistique parachutiste (14e RISLP) de Toulouse. |
| EPB Ensemble Porte Blindé                                                                              | France                                | Semi-remorque pour ensemble porte char pour le transport de véhicules lourds et matériels à l'aide d'un camion tracteur routier lourd 6X6 ou 6X4 Aaérotransportable par l'Airbus A400M | | Fabriquées par Lohr Semi-remorque Lohr 60 t d'une capacité de 60 tonnes Tractées par un camion tracteur pour semi-remorque - Renault Truck K 6x4 de 520 cv modifié - Renault Truck C T6X4 de 520 cv modifié - Renault Truck T6X4 de 520 cv modifié - TRPC50T Sisu E-tech 480 - TRM 700/100 - Scania 6x4 modifié - Camion MAN 6X4 modifié Pour - le COM LOG COMmandement de la LOGistique |
| EPC Ensemble Porte Char                                                                                | France                                | Semi-remorque pour ensemble porte char pour le transport de véhicules lourds et matériels à l'aide d'un camion tracteur routier lourd 6X6 ou 6X4 Aérotransportable par l'Airbus A400M | | Fabriquées par Lohr - SR PC 50T Semi-Remorque Porte Char d'une capacité de 50 tonnes Tractées par camion tracteur pour semi-remorque - Renault Truck K 6x4 de 520 cv modifié - Renault Truck C T6X4 de 520 cv modifié - Renault Truck T6X4 de 520 cv modifié - TRPC50T Sisu E-tech 480 modifié - TRM 700/100 - Scania 6x4 modifié - Camion MAN 6X4 modifié Pour - le COM LOG COMmandement de la LOGistique |
| Camions lourds de dépannage du Génie, du Train, du Matériel et autres Armes                            |                                       | | | |
| PPLD Porteur Polyvalent Lourd de Dépannage                                                             | Italie France                         | Porteur Polyvalent Lourd de Dépannage armé, protégé 8X8 - Véhicule de dépannage des véhicules lourds Aérotransportable par l'Airbus A400M | PPLD | Fabriqués par Iveco et modifiés par Soframe 50 PPLD livrés dès 2016 Iveco Astra ACTL 8x8 modifiés - Mitrailleuse FN MAG calibre 7,62 mm OTAN - Intégré au programme Félin Pour - le COM LOG COMmandement de la LOGistique |
| CLDR Kerax Camion Lourd de Dépannage Routier Kerax                                                     | France                                | Camion lourd non protégé 8X4 (plusieurs types de châssis et de moteurs) Véhicule de dépannage routier des véhicules lourds Aérotransportable par l'Airbus A400M | CLDR Kerax 400 · CLDR Kerax 420 | Fabriqués par Renault - Kerax 400 8x4 modifiés - Kerax 420 8X4 modifiés Modernisés par Arquus Pour - le COM LOG COMmandement de la LOGistique |
| CLDR CBH 385 Camion Lourd de Dépannage Routier CBH 385                                                 | France                                | Camion lourd non protégé 6x6 Véhicule de dépannage routier des véhicules lourds Aérotransportable par l'Airbus A400M | CLDR CBH 385 6X4 | Fabriqués par Renault - CBH 385 6x6 modifiés Modernisés par Arquus Pour - le COM LOG COMmandement de la LOGistique |
| transports en commun                                                                                   |                                       | | | |
| Intouro                                                                                                | Allemagne France                      | Autocar non protégé Aérotransportable par l'Airbus A400M | Intouro | Fabriqués par Mercedes - Intouro modifiés 51 livrés dès 2014 |
| Crossway                                                                                               | Italie France                         | Autocar non protégé Aérotransportable par l'Airbus A400M | Crossway | Fabriqué par Iveco - Crossway modifiés 153livrés dès 2015 |
| Camions citerne du SEO                                                                                 |                                       | | | |
| CaRaPACE Camion Ravitailleur Pétrolier de l'Avant à Capacité Étendu                                    | Suède France                          | Camion tracteur lourd, blindé et armé 8X6 Avec semi-remorque citerne pour carburants de 22 m3 Aérotransportable par l'Airbus A400M | camion tracteur routier 8x6 Scania blindé et semi-remorque citerne | Fabriqués par Scania et Titan Défense 34 livrés dès 2016 Modernisés en 2024 - Camion tracteur routier Scania R440 8X6 de 440 Ch. modifié - Tourelleau télé-opéré équipé de mitrailleuses lourde Browning M2 de calibre 12,7 mm OTAN - semi-remorque citerne pour carburants de 22 m3 - Intégrés au programme Félin Pour - le SEO service interarmées |
| TRA TOE NG Train Routier Avitailleur pour Théâtre d'Opérations Extérieures de Nouvelle Génération      | Allemagne France                      | Camion lourd non protégé porteur remorqueur 6X4 citerne pour carburants 18 m3 Et remorque citerne tractée pour carburants de 24 m3 Aérotransportable par l'Airbus A400M | TRA TOE NG | Fabriqués par Mercedes, Magyar et Desautel 55 livrés dès 2016 1 retiré du service - Camion porteur remorqueur citerne Mercedes-Benz Actros 6X4 modifié pour carburants 18 m3 - Remorque citerne pour carburants 24 m3 Pour - le SEO service interarmées |
| CBH 385 Citerne Camion porteur remorqueur citerne et remorque citerne                                  | France                                | Camion lourd non protégé porteur remorqueur 6X6 citerne pour carburants 18 m3 Et remorque citerne tractée de 28 m3 Aérotransportable par l'Airbus A400M | CBH 385 Citerne 6X6 | Fabriqués par Renault - CBH 385 6X6 porteur modifiés - Remorque citerne pour carburants de 18 m3 Livrés dès 1996 Pour - le SEO service interarmées |
| ESRC Blindé Ensemble Semi-remorque Citerne Blindé                                                      | France                                | Camion lourd tracteur pour semi-remorques armé, blindé 4X2 Avec semi-remorque citerne pour carburants de 30 m3 Aérotransportable par l'Airbus A400M | ESRC Blindé Kerax 430 4x2 | Fabriqués par Renault - Kerax 430 4x2 modifiés tracteurs routier pour semi-remorque avec cabine blindée - équipé de circulaire avec mitrailleuses Browning M2 de calibre 12,7 mm OTAN ou FN MAG calibre 7,62 mm OTAN - semi-remorque citerne pour carburants 30 m3 - Intégrés au programme Félin Pour - le SEO service interarmées |
| ESRC Ensemble Semi-remorque Citerne                                                                    | France                                | Camion lourd tracteurs routier pour semi-remorques non protégé, 4X2 Avec semi-remorque citerne pour carburants de 30 m3 2 modèles - Kerax 420 (60) - Kerax 430 (28) Aérotransportable par l'Airbus A400M | ESRC Kerax 420 4x2 | Fabriqués par Renault - Kerax 420 4x2 modifiés tracteurs routier pour semi-remorque - Kerax 430 4x2 - semi-remorque citerne pour carburants de 30 m3 Pour - le SEO service interarmées |
| ESRC AVIT Ensemble Semi-remorque Citerne AVITaillement                                                 | France                                | Camion lourd tracteur pour semi-remorques non protégé, 4X2 Avec semi-remorque citerne pour carburants de 30 m3 - Camion d'avitaillement carburant pour les aéronefs de l'ALAT et de l'Armée de l'air et de l'espace Aérotransportable par l'Airbus A400M | ESRC AVIT Kerax 420 4x2 | Fabriqués par Renault - Kerax 420 4x2 modifiés - semi-remorque citerne pour carburants 30 m3 Pour - le SEO service interarmées |
| CCP10 Camion Citerne Polyvalent 10 m3                                                                  | Suède France                          | Camion lourd porteur citerne pour carburants de 10 m3 6X6 Pour le ravitaillement en carburant des véhicules terrestres et/ou les aéronefs de l'ALAT et de l'Armée de l'air et de l'espace 2 modèles - Cabine non protégée (40) - Cabine blindée (36) Aérotransportable par l'Airbus A400M | CCP10 | Fabriqués par Scania - R114CB 6X6 porteur modifié - Circulaire avec mitrailleuses Browning M2 de calibre 12,7 mm OTAN ou FN MAG calibre 7,62 mm OTAN 300 livrés entre 2004 et 2006; il sera remplacé d'ici la fin des années 2020. Pour - le SEO service interarmées |
| CCPTA Camion Citerne Polyvalent Tactique Aérotransportable                                             | France                                | Camion lourd non protégé porteur 6x6 d'une citerne pour carburants de 5 m3 - Camion d'avitaillement carburant pour les aéronefs de l'ALAT et de l'Armée de l'air et de l'espace Aérotransportable par l'Airbus A400M | CCPTA | Fabriqués par Arquus - Sherpa 5 6X6 porteur modifiés 24 livrés dès 2019 Pour - le SEO service interarmées |
| CCP3,5 Camion Citerne Polyvalent 3,5 m3                                                                | Allemagne France                      | Camion porteur 4x4 d'une citerne pour carburants de 3,5 m3 2 modèles - NP : Non Protégé (22) - DP : avec Dispositif de Protection (10) Camion d'avitaillement carburant aviation pour les aéronefs de l'ALAT et de l'Armée de l'air et de l'espace Aérotransportable par l'Airbus A400M | CCP 3.5 NP · CCP 3.5 DP | Fabriqués par Mercedes - Unimog 4X4 porteur modifiés 32 livrés Pour - le SEO service interarmées |

### Embarcations fluviales et maritimes
| Nom                                | Origine | Type | Photo                                                                 | Remarques |
| ---------------------------------- | ------- | --- | --------------------------------------------------------------------- | --- |
| EFC Embarcation Fluviale de Combat | France  | Bateau à moteur Embarcation d'intervention militaire fluviale - Aérotransportable par l'Airbus A400M et CN-235, aérolarguable et héliportable.                                                                                              |                                                                       | Fabriqués par PIRENN Livrés dès 2014 Bateau à moteur rigide bimoteur et armé - Mitrailleuses Browning M2 de calibre 12,7 mm OTAN et FN MAG calibre 7,62 mm OTAN - Sytsème CONTACT : COmmunications Numérisées TACTiques - déplacés sur remorque tractée Pour - le 1er régiment étranger de génie |
| EFG Embarcation Fluviale du Génie  | France  | Bateau à moteur Embarcation d'intervention militaire fluviale - Aérotransportable par l'Airbus A400M et CN-235, aérolarguable et héliportable.                                                                                              |                                                                       | Fabriqués par LittorAL à Marseillan (Hérault) Livrés dès 2024 Bateau à moteur rigide monomoteur et armé : évolution du programme EFC Embarcation Fluviale de Combat - Mitrailleuses Browning M2 de calibre 12,7 mm OTAN et FN MAG calibre 7,62 mm OTAN - Sytsème CONTACT : COmmunications Numérisées TACTiques - déplacé sur remorque tractée Pour - le 1er régiment étranger de génie - le 6e régiment étranger de génie |
| SQUALE                             | France  | Bateau semi-rigide modifié Vecteur nautique d’infiltration - Aérotransportable par l'Airbus A400M et CN-235, aérolarguable et héliportable.                                                                                                 |                                                                       | Fabriqués par U FAST Livré dès 2017 Bateau à moteur composé d'une coque rigide et de flotteurs, bimoteur et armé - Mitrailleuses Browning M2 de calibre 12,7 mm OTAN et FN MAG calibre 7,62 mm OTAN - Sytsème CONTACT : COmmunications Numérisées TACTiques - Intégré à la Force Scorpion - 9,4 m, de long, 5 tonnes, 70 cm de tirant d’eau, pour 15 commandos - déplacés sur remorque tractée Pour - le CAST : Commandement des Actions Spéciales Terre (employés par les services interarmées du COS : Commandement des Opérations Spéciales ; et/ou de la DRM : Direction du Renseignement Militaire) - le Commandement de l'entrainement et des écoles du combat interarmes |
| Bateau semi-rigide                 | France  | Bateau semi-rigide modifié. Embarcation d'intervention militaire pour la surveillance, l'investigation et le sauvetage en mer, sur plans d'eau et rivières - Aérotransportable par l'Airbus A400M et CN-235, aérolarguable et héliportable. | Bateau semi-rigide gendarmerie · Bateau semi-rigide pompier militaire | Fabriqués par Zodiac Nautic, Vaillant,... et d'autres fabricants Bateau à moteur composé d'une coque rigide et de flotteurs, monomoteur - Nombreux modèles et exemplaires livrés à toute l'Armée française, aux pompiers militaire de l'Armée de terre française (Brigade de sapeurs-pompiers de Paris et de la Section pompiers de Canjuers) ainsi qu'à la gendarmerie nationale, à la police nationale et aux pompiers des Services départementaux d'incendie et de secours - Déplacés sur remorque tractée |

### Drones terrestres
- Minirogen : mini robot du génie.Fabriqué par ECA Group : ~ 30 (2024).
- Iguana E : robot de déminage : ~ 43 (2024)
- SRGR : Système robotisé terrestre pour le génie, plateforme multi-usage permettant d’effectuer des missions à distance : observation, détection, cartographie.Version militarisée du NERVA® XX de Nexter : ? (2024)

Aérotransportable par l'Airbus A400M et CN-235, aérolarguable et héliportable

### Trains et wagons
L'Armée de terre française dispose d'un parc de différents types de wagons pour déplacer ses véhicules, matériels et équipements ainsi que ceux de ses alliés sur les réseaux ferrés européens et eurasiatiques
En 2023, la DGA a lancé un appel d'offres pour un nouveau type de wagon standardisé, afin de pouvoir transporter tous ses véhicules (Leclerc XLR, DCL-R, EBG VULCAIN, VBCI, Griffon, Serval ou Jaguar etc.), l'ensemble des équipements de l'Armée française, des conteneurs de 20 pieds ; ainsi que tous les véhicules, matériels et équipements de ses alliés sur les réseaux ferrés européens et eurasiatiques
Objectif 2035 : 300 WPI," Wagon Polyvalent Interarmées " en dotation pour l'Armée de terre française et au service de l'ensemble de l'Armée française

## Moyens aériens

### Hélicoptères de l'ALAT
| Nom                                             | Origine                                         | Type | Photo                                           | Remarques |
| Hélicoptères de Reconnaissance et d’Attaque HRA | Hélicoptères de Reconnaissance et d’Attaque HRA | Hélicoptères de Reconnaissance et d’Attaque HRA | Hélicoptères de Reconnaissance et d’Attaque HRA | Hélicoptères de Reconnaissance et d’Attaque HRA |
| ----------------------------------------------- | ----------------------------------------------- | --- | ----------------------------------------------- | --- |
| Tigre                                           | Union européenne France                         | Hélicoptère de Reconnaissance et d’Attaque : HRA protégé Pour - reconnaissance - appui à l’engagement - appui-feu - destruction de cibles - infiltration 2 versions - HAD Mk2 (54) - HAP (13) Aérotransportable par l'Airbus A400M                                        | Tigre HAD Mk2                                   | Fabriqué par Airbus Helicopters 71 commandés, livrés dès 2005 et 4 retirés - les 13 modèles HAP seront tous modernisés en version HAD Mk2 pour 2030 - 1515 missiles antichars AGM-114R2 Hellfire commandés en 2023 à Lockheed Martin - SICS : Système d’Information du Combat de SCORPION - CONTACT : COmmunications Numérisées TACTiques Pour - l'ALAT Aviation Légère de l'Armée de Terre - le COS Commandement des opérations spéciales service interarmées au profit du 4e RHFS Régiment d'Hélicoptères des Forces Spéciales de l'ALAT Aviation Légère de l'Armée de Terre |
| Gazelle                                         | France                                          | Hélicoptère de Reconnaissance et d’Attaque : HRA léger non protégé Pour - reconnaissance - appui à l’engagement - appui-feu - destruction de cibles - infiltration 2 versions - Mistral SA 342 L1 - Viviane SA 342 M1 Aérotransportable par l'Airbus A400M                |                                                 | Fabriqué par Airbus Helicopters Nombreux ont été livrés à toute l'Armée française, aux pompiers militaire de l'Armée de terre française (Brigade de sapeurs-pompiers de Paris et de la Section pompiers de Canjuers) ainsi qu'à la gendarmerie nationale et à la police nationale Pour - l'ALAT Aviation Légère de l'Armée de Terre - le COS Commandement des opérations spéciales service interarmées au profit du 4e RHFS Régiment d'Hélicoptères des Forces Spéciales de l'ALAT Aviation Légère de l'Armée de Terre                                                         |
| Hélicoptères de Manœuvre et d’Assaut HMA        |                                                 | |                                                 | |
| Caïman                                          | Union européenne France                         | Hélicoptère de Manœuvre et d’Assaut : HMA bi-turbine Pour - appui logistique - appui à l’engagement - recherche et sauvetage - évacuation sanitaire - les opérations des Forces Spéciales 2 versions - NH-90 TTH (63) - NH-90 FS (0) Aérotransportable par l'Airbus A400M |                                                 | Fabriqué par Airbus Helicopters et par NHIndustries 63 Caïman NH-90 TTH livrés dès 2011 Dès 2020, commandes de 18 Caïman NH-90 FS (Forces Spéciales) au profit du 4e RHFS Régiment d'Hélicoptères des Forces Spéciales de l'ALAT Aviation Légère de l'Armée de Terre à livrer dès 2026 - SICS : Système d’Information du Combat de SCORPION - CONTACT : COmmunications Numérisées TACTiques (27 Caïman Marine (NH-90 NFH) sont aussi en service dans la Marine nationale)Pour - l'ALAT Aviation Légère de l'Armée de Terre                                                     |
| Cougar                                          | France                                          | Hélicoptère de Manœuvre et d’Assaut : HMA bi-turbine Pour - appui logistique - appui à l’engagement - évacuation sanitaire Aérotransportable par l'Airbus A400M | Cougar                                          | Fabriqué par Airbus Helicopters Version améliorée du Puma Livré dès 1988 Modernisé en 2008 Pour - l'ALAT Aviation Légère de l'Armée de Terre - le COS Commandement des opérations spéciales service interarmées au profit du 4e RHFS Régiment d'Hélicoptères des Forces Spéciales de l'ALAT Aviation Légère de l'Armée de Terre |
| Puma                                            | France                                          | Hélicoptère de Manœuvre et d’Assaut : HMA bi-turbine Pour - appui logistique - appui à l’engagement - évacuation sanitaire Aérotransportable par l'Airbus A400M |                                                 | Fabriqué par Airbus Helicopters Livré dès 1969 (20 Puma sont aussi en service dans l'Armée de l'air) Pour - l'ALAT Aviation Légère de l'Armée de Terre - le COS Commandement des opérations spéciales service interarmées au profit du 4e RHFS Régiment d'Hélicoptères des Forces Spéciales de l'ALAT Aviation Légère de l'Armée de Terre |
| Hélicoptère RESCo                               |                                                 | |                                                 | |
| Caracal                                         | Union européenne France                         | Hélicoptère RESCo bi-turbine - Missions de recherche et sauvetage en zone de combat - appui logistique - appui à l’engagement Aérotransportable par l'Airbus A400M | Caracal                                         | Fabriqué par Airbus Helicopters 8 exemplaires livrés dès 2005 - SICS : Système d’Information du Combat de SCORPION - CONTACT : COmmunications Numérisées TACTiques (10 Caracal sont aussi en service dans l'Armée de l'air) Pour - l'ALAT Aviation Légère de l'Armée de Terre - le COS Commandement des opérations spéciales service interarmées au profit du 4e RHFS Régiment d'Hélicoptères des Forces Spéciales de l'ALAT Aviation Légère de l'Armée de Terre |
| Hélicoptères polyvalents et de formation        |                                                 | |                                                 | |
| Colibri                                         | France                                          | Hélicoptère léger de formation et d'entrainement de l'Armée de Terre - Aérotransportable par l'Airbus A400M | Colibri                                         | Fabriqué par Airbus Helicopters Pour la formation et l'entrainement à l'ALAT Aviation Légère de l'Armée de Terre Livrés dès 1998 |
| Fennec                                          | France                                          | Hélicoptère léger de surveillance et de protection de l'Armée de Terre - Aérotransportable par l'Airbus A400M |                                                 | Fabriqué par Airbus Helicopters Livrés dès 1990 à l'ensemble de l'Armée française, à la gendarmerie nationale française, à la police nationale et aux pompiers des Services départementaux d'incendie et de secours (Par exemple, 40 Fennec sont en service dans l'Armée de l'air) Pour - l'ALAT Aviation Légère de l'Armée de Terre |
| Guépard                                         | Union européenne France                         | Hélicoptère Interarmées Léger HIL Pour - reconnaissance - appui à l’engagement - appui-feu - destruction de cibles - infiltration - évacuation sanitaire - recherche et sauvetage Aérotransportable par l'Airbus A400M                                                    |                                                 | Fabriqué par Airbus Helicopters - SICS : Système d’Information du Combat de SCORPION - CONTACT : COmmunications Numérisées TACTiques 80 commandés en 2021 et à livrer dès 2027 pour équiper l'ALAT (mais aussi 49 commandés pour la Marine nationale , 40 pour l'Armée de l’air, 10 pour la gendarmerie nationale française et 1 pour la DGA) Objectif : 18 à livrer à l'Armée de terre française pour 2030 (Dès 2025, plusieurs à livrer à la gendarmerie nationale française) Pour - l'ALAT Aviation Légère de l'Armée de Terre                                              |

### Drones aériens
Plusieurs centaines de drones couvrant différents segments capacitaires ; un " système de drones " peut comporter un ou plusieurs vecteurs aériens ou " drones "
| Nom                                                | Origine          | Type | Photo               | Remarques |
| -------------------------------------------------- | ---------------- | --- | ------------------- | --- |
| DRAC                                               | France           | Drone de reconnaissance au contact |                     | Destiné à collecter des informations, de jour comme de nuit, en temps réel sur une profondeur d’une dizaine de kilomètres |
| DROP DRone Opérationnel de Poche                   | États-Unis       | Systèmes de nano-drones Black Hornet 2 et Black Hornet 3 | DROP Black Hornet 3 | Fabriqué par FLIR 400 systèmes de 3 nano-drones livrés dès 2019 (Nombreux livrés à toute l'Armée française) - SICS : Système d’Information du Combat de SCORPION - CONTACT : COmmunications Numérisées TACTiques pour - le CAST : Commandement des Actions Spéciales Terre (employés par les services interarmées du COS : Commandement des Opérations Spéciales ; et/ou de la DRM : Direction du Renseignement Militaire) - le Commandement de l'entrainement et des écoles du combat interarmes |
| Novadem NX70                                       | France           | Système de drones - Aérotransportable par l'Airbus A400M et CN-235, aérolarguable et héliportable |                     | Fabriqué par Novadem 27 systèmes de 2 drones pour - Pour le CAST : Commandement des Actions Spéciales Terre (employés par les services interarmées du COS : Commandement des Opérations Spéciales ; et/ou de la DRM : Direction du Renseignement Militaire) - le Commandement de l'entrainement et des écoles du combat interarmes - SICS : Système d’Information du Combat de SCORPION - CONTACT : COmmunications Numérisées TACTiques                                                           |
| DroGen Drone pour le GEnie                         | France           | Système de drones pour la reconnaissance, la protection de zones et la neutralisation des mines et des EEI - Aérotransportable par l'Airbus A400M et CN-235, aérolarguable et héliportable                                                                     |                     | Fabriqué par ECA Group - 10 drones hélicoptères livrés dès 2012 - SICS : Système d’Information du Combat de SCORPION - CONTACT : COmmunications Numérisées TACTiques pour - le CAST : Commandement des Actions Spéciales Terre (employés par les services interarmées du COS : Commandement des Opérations Spéciales ; et/ou de la DRM : Direction du Renseignement Militaire) - le Commandement de l'entrainement et des écoles du combat interarmes                                             |
| SMDR Système de Mini-Drones de Renseignement       | France           | Système de drones de renseignement Spy'Ranger - Aérotransportable par l'Airbus A400M et CN-235, aérolarguable et héliportable | SMDR                | Fabriqué par Thales - 70 systèmes de 3 drones soit 210 drones livrés dès 2019, - SICS : Système d’Information du Combat de SCORPION - CONTACT : COmmunications Numérisées TACTiques |
| SDT Système de Drones Tactiques                    | Allemagne France | Système de drones tactiques de renseignement Patroller - Aérotransportable par l'Airbus A400M et CN-235, aérolarguable et héliportable |                     | Fabriqué par Safran et Stemme Livré dès 2024 au 61e régiment d'artillerie - 1 système = 5 drones et 2 stations de contrôle - SICS : Système d’Information du Combat de SCORPION - CONTACT : COmmunications Numérisées TACTiques Objectif : 5 systèmes Patroller, ainsi que 3 drones pour la formation Soit 28 drones et 10 stations à livrer pour 2030 |
| PARADE Protection déployable modulaire anti-drones | France           | Systèmes modulaires évolutifs et multi-missions de détection et de neutralisation des micro-drones et mini-drones de 100 g à 25 kg - Aérotransportable par l'Airbus A400M et CN-235, aérolarguable et héliportable - Intégré au programme LAD Lutte Anti Drone |                     | Fabriqué par Thales et CS Group 15 systèmes à livrer dès 2024 - goniomètre pour détecter les angles d’approche - radars pour évaluer les distances - optroniques pour l’identification - effecteurs de plusieurs types - brouilleurs - piloté par un C2 - SICS : Système d’Information du Combat de SCORPION - CONTACT : COmmunications Numérisées TACTiques |

### Avions de l'ALAT
| Nom                             | Origine | Type                                    | Photo    | Remarques |
| ------------------------------- | ------- | --------------------------------------- | -------- | --- |
| Socata TBM-700                  | France  | Avion militaire de transport et liaison | TBM 700B | Escadrille Avions de l'Armée de Terre (EAAT) basé sur l'aérodrome de Rennes Saint-Jacques - 5 TBM-700A commandés et livrés dès 1994 - 3 TBM-700B commandés et livrés dès 1999 SICS : Système d’Information du Combat de SCORPION CONTACT : COmmunications Numérisées TACTiques Pour - l'ALAT Aviation Légère de l'Armée de Terre                                                                                      |
| Pilatus PC-6/B2-H4 Turbo Porter | Suisse  | Avion militaire utilitaire ADAC         | PC-6     | 9e régiment de soutien aéromobile basé à Montauban SICS : Système d’Information du Combat de SCORPION CONTACT : COmmunications Numérisées TACTiques 2 pilotes et 8 parachutistes Pour - l'ALAT Aviation Légère de l'Armée de Terre - le COS Commandement des opérations spéciales service interarmées au profit du 4e RHFS Régiment d'Hélicoptères des Forces Spéciales de l'ALAT Aviation Légère de l'Armée de Terre |

## Transmissions, informatique, radars
| Nom | Origine | Type | Photo                     | Remarques |
| --- | ------- | --- | ------------------------- | --- |
| PR4G Programme Radio de 4e Génération | France  | Système de radiocommunications tactiques - ER 315 véhicule - ER 323 aérotransportable - ER 328 portative |                           | Livrés dès 1990 à l'Armée française - SICS : Système d’Information du Combat de SCORPION - CONTACT : COmmunications Numérisées TACTiques |
| CONTACT COmmunications Numérisées TACTiques | France  | Système de radiocommunications tactiques haut débit et sécurisé compatible avec PR4G - postes radios véhicules - postes radios portatifs |                           | Fabriqué par Thales Livré dès 2019 à l'Armée française Objectif : 14600 postes toutes versions pour 2030 |
| BRUTUS Boîtier Répondeur d'Unité Terminale à l'Usage des Systèmes                                                                                | France  | Système d'information terminal Intégré à SITEL | Terminal BRUTUS           | Livrés à l'Armée française - SICS : Système d’Information du Combat de SCORPION - CONTACT : COmmunications Numérisées TACTiques |
| P3TS Plug and Play Positioning and Timing System                                                                                                 | France  | Système militarisé de géolocalisation et de synchronisation multi-constellations regroupant et synchronisant les informations fournies par Galileo et GPS |                           | Fabriqué par Eviden filiale du groupe Atos 90 livrés dès 2024 à l'Armée française Objectif : 6300 exemplaires pour l'Armée française - limite les tirs fratricides et optimise la coordination des actions tactiques - se relie à une tablette équipée du logiciel SICS Système d'Information du Combat Scorpion et au système PR4G - intègre les fixations et les câblages des véhicules terrestres équipés de GPS - SICS : Système d’Information du Combat de SCORPION - CONTACT : COmmunications Numérisées TACTiques |
| TIC Terminal Intradef du Cadre | France  | Tablette tactile répondant aux contraintes terrain et aux normes militaires est à destination des Chefs De Section CDS et des Commandants D’Unité CDU |                           | Fabriqué par la DGA Livrés à l'Armée française - Conçue pour permettre un accès mobile et sécurisé aux services et applications métier de l’Intradef - participe à la simplification des tâches d’organisation et de conduite dévolues aux CDS et CDU - SICS : Système d’Information du Combat de SCORPION - CONTACT : COmmunications Numérisées TACTiques |
| SICF Système d'Information pour le Commandement des Forces                                                                                       | France  | Réseau informatique de l’armée de terre |                           | Système d'aide au commandement au niveau des états-majors de forces (corps d'armée, division, brigade) qui fait partie de la NEB Numérisation de l'Espace de Bataille Livrés à l'Armée française - Pour le COM SIC Commandement des systèmes d'information et de communication - SICS : Système d’Information du Combat de SCORPION - CONTACT : COmmunications Numérisées TACTiques |
| VAB ATLAS Véhicule à l'Avant Blindé Automatisation des Tirs et Liaisons de l'Artillerie Sol/sol                                                  | France  | Véhicule militaire blindé armé 4x4 avec le système de numérisation de l’espace de bataille pour l'artillerie sol-sol Aérotransportable par l'Airbus A400M 2 versions : - VAB ATLAS Lourd : Détachement de Liaison et d’Observation - VAB ATLAS léger : Poste de Commandement Section |                           | Livré dès les années 2000 - Système de gestion et de transmission automatique des informations entre les principales équipes du régiment dans la fonction feux mais aussi dans les fonctions commandement, renseignement, logistique et NBC. La gestion est centralisée par le poste de commandement régimentaire PCR qui assure la gestion des unités, la désignation des unités de tir - VAB modifié - Mitrailleuses Browning M2 de calibre 12,7 mm OTAN ou FN MAG calibre 7,62 mm OTAN - SICS : Système d’Information du Combat de SCORPION - CONTACT : COmmunications Numérisées TACTiques Déplacé sur ensemble porte char avec semi-remorques Pour le COM SIC Commandement des systèmes d'information et de communication                                                           |
| VBMR-L Serval PC ATLAS Véhicule Blindé Multi Rôle Léger Serval Poste de Commandement Automatisation des Tirs et Liaisons de l'Artillerie Sol/sol | France  | Véhicule militaire blindé armé 4x4 avec le système de numérisation de l’espace de bataille pour l'artillerie sol-sol - Aérotransportable par l'Airbus A400M |                           | Fabriqué par Nexter, Arquus, Thales, Heckler & Koch et Texelis 10 commandés en 2022 En cours de conception dès 2024 par la DGA et la STAT - VBMR-L Serval modifié - Système de gestion et de transmission automatique des informations ATLAS - Tourelleau télé-opéré avec mitrailleuses Browning M2 de calibre 12,7 mm OTAN (T1) ou FN MAG calibre 7,62 mm OTAN (T2) - SICS : Système d’Information du Combat de SCORPION - CONTACT : COmmunications Numérisées TACTiques Déplacé sur ensemble porte char avec semi-remorques PEBS Pour le COM SIC Commandement des systèmes d'information et de communication |
| MARTHA Maillage des Radars Tactiques pour la lutte contre les Hélicoptères et les Aéronefs à voilure fixe                                        | France  | Camion lourd porteur 6X6 non protégé équipé d'un système de gestion de défense antiaérienne ; gestion et déconfliction de l’espace 3D, aéronefs et projectiles - NC1 30 - portée 20 km - plafond 3 000 m - NC1 40 - portée 28 km - plafond 5 000 m Aérotransportable par l'Airbus A400M |                           | Fabriqué par Thales, RAYTHEON SYSTEMS et Arquus Livrés à l'Armée française dès 2010, Coordonnent les actions de l'armée de terre dans la troisième dimension en avec l'armée de l'air ainsi que ses alliés dans la 3e dimension - TRM 10000 modifié - SICS : Système d’Information du Combat de SCORPION - CONTACT : COmmunications Numérisées TACTiques Pour le COM SIC Commandement des systèmes d'information et de communication |
| COBRA COunter-Battery RAdar | France  | Camion lourd porteur 6X6 non protégé équipé d'un radar de contrebatterie - Radar de trajectographie qui permet de localiser en temps réel les batteries adverses jusqu'à une distance de 40 km et en étant relié aux systèmes ATLAS et SL2A Aérotransportable par l'Airbus A400M | Radar COBRA sur TRM 10000 | Fabriqué par Thales, Airbus Defence and Space, Lockheed Martin et Arquus 10 livrés dès 2005, Modernisés dès 2024, en lien avec les systèmes ATLAS et SL2A - TRM 10000 modifié - Circulaire avec mitrailleuses Browning M2 de calibre 12,7 mm OTAN ou FN MAG calibre 7,62 mm OTAN - SICS : Système d’Information du Combat de SCORPION - CONTACT : COmmunications Numérisées TACTiques Pour le COM SIC Commandement des systèmes d'information et de communication |
| Sherpa Syracuse IV | France  | Camion léger porteur non protégé 4x4 porte shelter connecté au programme de communication militaire, utilisant les 2 satellites Syracuse IV A et B - Aérotransportable par l'Airbus A400M |                           | Fabriqué par Thales Alenia Space, Airbus Space Systems et Arquus Livré dès 2021 à l'Armée française Le système Syracuse IV permet d'assurer l'ensemble des communications militaires entre la France et les unités déployées sur les théâtres d'opérations au sol - Sherpa modifié - Circulaire avec mitrailleuses Browning M2 de calibre 12,7 mm OTAN ou FN MAG calibre 7,62 mm OTAN - Système de réseau de télécommunications militaires satellitaires français sécurisé de 2 satellites Syracuse IV A et B - SICS : Système d’Information du Combat de SCORPION - CONTACT : COmmunications Numérisées TACTiques Déplacé sur ensemble porte char avec semi-remorques Pour le COM SIC Commandement des systèmes d'information et de communication                                       |
| GM400 Ground Master 400 | France  | Camion lourd porteur 8X4 non protégé porte shelter équipé d'un radar 3D de défense sol-air - Aérotransportable par l'Airbus A400M |                           | Fabriqué par Thales et Renault VI Livré à l'Armée française - Kerax 8x4 porteur modifié - radar 3D de défense sol-air courte portée pour détecter et poursuivre des menaces avec des faibles Surface Equivalente Radar (SER), volant à basse altitude ou à très faible vitesse - SICS : Système d’Information du Combat de SCORPION - CONTACT : COmmunications Numérisées TACTiques Pour le COM SIC Commandement des systèmes d'information et de communication |
| MURIN Moyen Utilisé pour le Renseignement dans les INtervalles                                                                                   | France  | Radar tactique terrestre ou Ground Observer 12 GO12 - Aérotransportable par l'Airbus A400M et CN-235, aérolarguable et héliportable |                           | Fabriqué par Thales Livré à l'Armée française dès 2019 : - SICS : Système d’Information du Combat de SCORPION - CONTACT : COmmunications Numérisées TACTiques Il remplace les systèmes - RASIT : RAdar d’Acquisition et de Surveillance des InTervalles - RATAC : Radar de Tir de l'Artillerie de Campagne Pour le COM SIC Commandement des systèmes d'information et de communication |
| CMD3D Centre de Management de la Défense dans la 3e Dimension                                                                                    | France  | Camion lourd porteur 6X6 non protégé porte shelter équipé d'un système qui permet, en liaison avec l'armée de l'Air et de l'Espace, de commander la composante sol-air mais également de coordonner l'utilisation de la troisième dimension par les autres intervenants de l'armée de Terre (artillerie, sol-sol, hélicoptères, drones) - Aérotransportable par l'Airbus A400M et CN-235, aérolarguable et héliportable |                           | Fabriqué par Thales, RAYTHEON SYSTEMS et Arquus Livré à l'Armée française Système intégré au sein de MARTHA - TRM 10000 modifié - SICS : Système d’Information du Combat de SCORPION - CONTACT : COmmunications Numérisées TACTiques Pour le COM SIC Commandement des systèmes d'information et de communication |
| SL2A Système de Localisation de l'Artillerie par l'Acoustique                                                                                    | France  | Système acoustique pour localiser des tirs hostiles qui couvre une superficie de 2 000 km2 - Aérotransportable par l'Airbus A400M et CN-235, aérolarguable et héliportable |                           | Fabriqué par Thales - SICS : Système d’Information du Combat de SCORPION - CONTACT : COmmunications Numérisées TACTiques Il détecte et localise automatiquement un large éventail de menaces allant des tirs d’artillerie ou d’impact (y compris les ogives, bombes, mines, IED) jusqu’aux tirs d’armes légères échelle sur tout type d’environnement et de déploiement opérationnel Un SL2A se compose de : - 8 capteurs acoustiques autonomes (chacun composé de 3 microphones – connexion filaire, 1 boitier robuste, une batterie) - 1 poste de commandement composé d’un boitier (unité de traitement du signal), un mât VHF, un bloc batterie et un ordinateur portable durci (console de l’opérateur) Pour le COM SIC Commandement des systèmes d'information et de communication |